# Стейли, Лейн
Лейн То́мас Сте́йли (англ. Layne Thomas Staley; 22 августа 1967, Белвью, Вашингтон — 5 апреля 2002, Сиэтл, Вашингтон) — американский музыкант, вокалист рок-группы Alice in Chains.
Стейли начинал музыкальную карьеру в середине 1980-х годов в сиэтлском глэм-роковом коллективе Sleze. В 1988 году он перешёл в рок-группу Alice in Chains, основанную гитаристом Джерри Кантреллом. В составе Alice in Chains он записал три полноформатные пластинки, которые принесли группе всемирную известность. Наибольший резонанс вызвал альбом Dirt, выпущенный в 1992 году и наполненный откровенными текстами Лейна Стейли о борьбе с героиновой зависимостью.
Начиная с 1994 года из-за прогрессирующих проблем со здоровьем Стейли свёл до минимума концертную деятельность. С 1994 по 1996 год он выступил всего несколько десятков раз с группами Mad Season и Alice in Chains. После смерти бывшей невесты Демри Пэррот в 1996 году Стейли стал мало появляться на публике. В 2002 году был найден мёртвым из-за передозировки кокаина и героина.
По прошествии времени Лейн Стейли признаётся одним из лучших гранжевых вокалистов, наряду с Куртом Кобейном, Эдди Веддером и Крисом Корнеллом. Его трагическая судьба считается показательным примером разрушительного действия героина, который унёс жизни многих музыкантов сиэтлской сцены.

## Биография

### Детство и юность (1967—1984)

#### Происхождение и семья
Лейн Резерфорд Стейли родился 22 августа 1967 года в госпитале Оверлейк в Белвью, штат Вашингтон, США. Его родителями были двадцатидевятилетний Филипп Блэр Стейли и девятнадцатилетняя Нэнси Элизабет Лейн, жившие в Керкленде, на берегу озера Вашингтон. Мать Лейна училась в художественной школе и была победительницей конкурса красоты «Мисс Белвью», а отец был потомственным продавцом автомобилей в двух поколениях. Нэнси решила назвать ребёнка Лейном, сделав девичью фамилию именем сына.
Лейн был первым ребёнком в семье. Когда ему было три года, у него появилась младшая сестра Элизабет Стейли. В октябре 1974 года родители разошлись. Через два месяца на рождественской вечеринке Нэнси Стейли встретила Джеймса Кеннета Элмера и в июне 1975 года вышла за него замуж. Джим Элмер стал отчимом, а его пятилетний сын Кен — сводным братом семилетнего Лейна и четырёхлетней Лиз. Из-за небольшой разницы в возрасте дети хорошо поладили. Кен приезжал к отцу и новой семье по выходным и на праздники. В 1978 году у Лейна появилась сестра Джейми Брук Элмер, ставшая первым совместным ребёнком Нэнси и Джима Элмера.
Родной отец Фил Стейли сначала часто посещал Лейна и Лиз, но со временем стал приезжать реже. Мать стала задумываться о том, чтобы сделать Джима Элмера официальным отцом детей. Лиз была официально удочерена и сменила фамилию на Элмер, но Лейн категорически противился этому и надеялся, что родной отец вернётся в семью. В школе он представлялся как Лейн Элмер, хотя официально не менял фамилию. В то же время Стейли ненавидел своё среднее имя — Резерфорд — и позже официально сменил его, став Лейном Томасом Стейли.

#### Школьные годы
С раннего детства Лейн проявлял склонность к творчеству. Его первым воспоминанием была музыкальная карусель, висящая над колыбелью. Он часто рисовал, мастерил из конструктора Lego или Tinkertoy и в такие моменты был полностью сосредоточен на процессе. Он рос смышлёным ребёнком и любил ходить в начальную школу. Лейн увлекался тиболом — детской игрой, сочетающей элементы крикета, бейсбола и софтбола, однако, в отличие от отца, не был ярым болельщиком «взрослых» видов спорта, вроде американского футбола.
В средней школе Лейн начал терять интерес к учёбе. Его брат Кен вспоминал, что Лейн был умным юношей, но не хотел тратить время на то, к чему его принуждали в школе. Сам Стейли говорил, что ненавидел школу: «Я не был популярным и не занимался спортом. Мне нравилось мастерить по дереву, а также кататься на скейтборде». В это же время он познакомился с алкоголем и наркотиками. Родители замечали, что Лейн задерживался после школы, а когда возвращался домой, от него пахло выпивкой.
В 1981 году Лейн перешёл в среднюю школу Медоудейл в Линвуде, но чувствовал себя там несчастным. Он был одним из самых низких учеников, за что его постоянно дразнили. Юноша ещё больше замкнулся в себе, уделяя больше внимания наркотикам и музыке. Позже Лейн пережил скачок роста и вырос до шести футов (183 см), но продолжал сторониться окружающих, проводя больше времени наедине с самим собой. Отношения подростка с родителями также были напряжёнными. Один раз в их отсутствие Лейн устроил дома вечеринку, на которую неожиданно пришло более ста человек, так что соседям пришлось вызывать полицию. Он несколько раз пропадал из дому на пару дней, но после того, как родители отказались забирать его из полиции, больше никогда не убегал.

#### Музыкальное становление
Лейн Стейли любил музыку с детства. По словам матери, в двухлетнем возрасте он напевал песню «Raindrops Keep Falling on My Head» Би Джей Томаса. В октябре 1975 года Лейн впервые посетил музыкальный концерт вместе с Джимом Элмером. На арене Seattle Center Coliseum выступал Элтон Джон. Несмотря на юный возраст, ему понравились музыка и обстановка на концерте. В конце 1970-х вместе с братом Лейн увлёкся хэйр-металом и начал слушать Twisted Sister, Scorpions и Оззи Осборна. Ему нравилась не только тяжёлая музыка, но и Билли Джоэл и Fleetwood Mac. В возрасте десяти-двенадцати лет он начал ходить на рок-концерты без родителей со своими друзьями. Одним из первых шоу, которые произвели на него сильное впечатление, было выступление Van Halen.
Когда Лейну было девять лет, он написал в книге «Всё обо мне» Доктора Сьюза, что хочет стать певцом. Он перепробовал несколько музыкальных инструментов, играл на трубе и корнете. Когда ему было двенадцать лет, сосед подарил Лейну ударную установку. Кумиром юноши стал Томми Ли из Mötley Crüe, и Стейли даже сменил среднее имя на Томас. Лейн стал барабанщиком-самоучкой и слушал любимые рок-записи, стараясь подражать услышанному. К пятнадцати годам он стал неплохим ударником и играл в кавер-группе со своими школьными друзьями.
Решение переквалифицироваться в вокалисты стало для Лейна спонтанным. На репетиции он хотел спеть песню, но услышал в ответ, что барабанщики не поют. Лейн поссорился с товарищем, упаковал ударную установку и отвёз в музыкальный магазин, где обменял на микрофон со шнуром и педаль дилея. «Я поехал домой и начал практиковаться. Сначала это звучало ужасно, но я наконец-то нашёл свой инструмент», — вспоминал Лейн. Когда Кен Элмер вернулся домой, то обнаружил вместо привычной ударной установки микрофон с усилителем. Узнав, что Лейн собрался стать певцом, брат воскликнул: «Ты же не умеешь петь!» Занятие вокалом стало страстью Лейна. Они запирались в комнате с Кеном и пели целый день напролёт. И хотя брат воспринимал это как развлечение, Лейн упорно тренировался, будто это было целью существования.
Стейли забросил учёбу и подрабатывал помощником официанта и мойщиком посуды в ближайшем итальянском ресторане. Так как в школе Лейна привлекали только занятия по работе с деревом, преподаватель Рик Тром предложил Стейли работу в его магазине. Лейн выполнял разнообразные поручения, вроде покраски прилегающего к заведению сарая, но хотел стать столяром и производить мебель. Позже он признался, что мечтает выиграть «Битву групп» и стать рок-звездой. Родители Стейли знали о стремлениях сына и старались поддержать его. Когда Лейну исполнилось семнадцать лет, ему купили первую машину Volkswagen Dasher, зная, что музыканту понадобится транспортное средство.

### Начало карьеры. Глэм-рок (1984—1987)

#### Sleze — первая рок-группа
В 1984 году Кен Элмер рассказал Лейну о том, что знакомые из средней школы Шорвуд в Шорлайне ищут вокалиста. Кен узнал об этом случайно от участника школьного оркестра Джеймса Бергстрома, у которого была собственная глэм-роковая группа Sleze. Лейн сначала отказывался попробовать силы в настоящей группе, но брат уговорил его прийти на прослушивание. Стейли стал седьмым кандидатом на вакантное место. Прежде всего участники Sleze обратили внимание на внешний вид Лейна. Перед ними стоял худой и застенчивый юноша с обесцвеченными пергидролем волосами, как у вокалиста Mötley Crüe Винса Нила. Они сыграли несколько песен, среди которых «Looks That Kill» Mötley Crüe и «L.O.V.E. Machine» W.A.S.P., и впечатлились услышанным. В довершение Стейли сел за ударную установку и сыграл вступление к песне «Red Hot» Mötley Crüe, чем окончательно покорил музыкантов. Прослушивание было закончено, и Лейн Стейли был принят в свою первую рок-группу.
Sleze репетировали несколько раз в неделю, исполняя модный глэм-рок с примесью панк-рока. Репертуар Sleze постоянно расширялся, а Стейли совершенствовал вокальные навыки. Он купил цифровой дилей и стал практиковаться, исполняя песни вроде «Metal Thrashing Mad» Anthrax или «Rod of Iron» Lizzy Borden. Позже использование эффекта эхо стало частью фирменного стиля Стейли. 4 февраля 1985 года состоялся первый концерт в студенческом центре школы Шорвуд. В сет-лист сорокапятиминутного выступления перед несколькими сотнями студентов входили кавер-версии «L.O.V.E Machine», «Looks That Kill», «False Alarm» Armored Saint, «Stakk Attakk» Wrathchild, «Countess Bathory» Venom и «Black Magic» Slayer. В течение следующих месяцев группа выступила ещё несколько раз, приняв участие в шоу талантов школы Лейксайд, а также в «Битве групп» на роллердроме в Линвуде. Летом 1985 года подошёл к концу срок учёбы Лейна Стейли, но он так и не получил свидетельство из-за задолженности по одному предмету. Зимой документы отправили в школу Chrysalis School в Вудинвилле, где учились его сёстры, и формально он заканчивал учёбу там.
В октябре 1985 года Лейна впервые упомянули в прессе. На сиэтлском телеканале KOMO обсуждался конфликт вокруг сексистского и сатанинского содержимого текстов песен, рассматривавшийся в Сенате США с участием известных музыкантов, включая Фрэнка Заппу. В газете The Seattle Times появилась цитата «Лейна Стейли, линвудского подростка, играющего в хеви-металлической группе Sleze»: «Все наши тексты позитивные, мы не используем ругательства, не поём о наркотиках и сексе. Но я просто хочу быть свободным писать о том, о чём хочу».

#### Конфликт с матерью и уход из дома
Популярность группы и фронтмена постепенно росла. Лейн чувствовал себя звездой и вёл рок-н-рольный образ жизни, выделяясь дерзким поведением и чрезмерно увлекаясь наркотиками. У него начали возникать конфликты с религиозной матерью, стремившейся подчинить себе сына. Родители настояли на том, чтобы Лейн ушёл из дома, так как не хотели, чтобы он принимал наркотики на глазах у младших сестёр. Стейли пытался переехать к друзьям по Sleze, но без результата. В конце 1985 года он предложил членам группы снять помещение в недавно открывшемся клубе Music Bank, где они могли бы жить и репетировать, находясь в центре местной музыкальной тусовки. Он попытался устроиться на работу в клубе, а затем предложил сдать кладовку, в которой хранились хозяйственные принадлежности. В комнату едва помещались барабанная установка и инструменты, но это стоило всего 150 долларов в месяц. Когда освободилось более просторное помещение, группа переехала туда.
После ухода из дома Лейн Стейли не имел постоянного места жительства. Сначала он ночевал в репетиционной комнате в клубе Music Bank. Позже он переехал к бас-гитаристу Sleze Майку Митчеллу, который жил в Университетском районе Сиэтла. Митчелл поссорился с подругой Лизой Ахерн Раммелл, а Лейн улучил момент и договорился о том, чтобы жить в крохотном чулане. Когда Митчелл вновь сошёлся с Раммелл, они стали жить втроём. Позже к ним переехал ещё один друг — Морген Галлахер. Так продолжалось вплоть до увольнения Митчелла из Sleze, после чего друзьям пришлось искать новое жильё. Их приютила Марианна Кондифф, которая хотела стать менеджером Sleze и сдала квартиру-студию в Западном Сиэтле. Лейн перебивался кратковременными заработками, а дольше всего задержался на фабрике Lancs Industries в Керкленде. Кондифф заставила музыкантов искать новую работу, но вместо этого они отправлялись в пивоварню Rainier, где целый день посещали бесплатные дегустационные туры. Не дождавшись обещанной арендной платы, Кондифф выгнала квартирантов, и Лейн вернулся в Music Bank.

#### Переименование в Alice N’ Chains и распад группы
В начале 1986 года Sleze задумались о записи полноценной демоплёнки с собственными песнями. Группе помогал местный музыкант Тим Брэном, выступивший в роли продюсера. Инструментальные партии записывались в Music Bank, а вокал Лейна — в доме Брэнома в Ричмонд-Бич. Для песни «Lip Lock Rock» требовалась духовая секция, и в студию пригласили Кена Элмера, который играл на саксофоне и выложил восемьдесят долларов за «привилегию попасть в рок-н-рольный альбом». Часть средств на запись демоплёнки музыканты заработали благодаря участию Sleze в фильме начинающего режиссёра Тэда Бёрда Father Rock (с англ. — «Рок-отец») о проповеднике, который рассказывает об Иисусе с помощью рок-музыки. Музыканты Sleze снялись в роли «самой длинноволосой группы Сиэтла», а Лейну досталась небольшая роль с парой фраз.
В конце 1986 года было решено сменить название группы Sleze. Гитарист Джонни Баколас обсуждал с фронтменом Slaughterhaus 5 Рассом Клаттом пропуски за кулисы, на которых было написано «Sleze: Добро пожаловать в тур по Стране Чудес». Баколас и Клатт развили эту мысль, вспомнив об «Алисе в Стране чудес», которая трансформировалась в «Алису в бондаже», а затем — в «Алису в цепях». Мать Лейна Стейли сокрушалась о том, что сыну пришло в голову такое оскорбительное выражение, и не разговаривала с ним две недели. Другие родители также были не в восторге, пригрозив, что перестанут оплачивать репетиционное помещение и запись альбома. В результате остановились на названии «Alice N’ Chains», означавшем «Алиса и цепи». К тому времени музыканты закончили запись демо, потратив более 1600 долларов. Сто экземпляров записи разошлись по друзьям и знакомым музыкантам, а также отправились на местные радиостанции. Концерты группы привлекали много девушек, а сами музыканты пародировали выступления глэм-группы Poison. Они выходили на сцену под музыку из фильма «Стриптизёрша», разбрасывали розы поклонницам, прихорашивались на сцене, копируя сцену из фильма «Пурпурный дождь». Лейн катался на велосипеде с большими колёсами с надписью «Лейнмобиль», подражая Робу Хэлфорду из Judas Priest, выезжавшему на сцену на мотоцикле.
В начале 1987 года Стейли устроился на работу в Music Bank. Он заведовал ключами от помещений, тратив заработанные деньги на оплату репетиционной комнаты. Лейн проводил бо́льшую часть времени в клубе, смотрел телевизор или занимался вокальными упражнениями. Он был знаком со многими местными музыкантами, и они часто подшучивали друг над другом. Не обходилось в Music Bank и без наркотиков. Самыми распространёнными были марихуана, кокаин и ЛСД. Лейн Стейли пристрастился к наркотикам больше остальных завсегдатаев клуба. В конце концов музыканты Alice N’ Chains провели собрание — только они четверо, без родителей или консультантов, где рассказали Стейли, что обеспокоены его состоянием. Лейн расплакался и пообещал исправиться. На деле ничего не поменялось. Вокалист продолжал употреблять наркотики, из-за чего остальные музыканты стали его сторониться. В конечном счёте друзья решили разойтись, и группа прекратила существование. Последний концерт Alice N' Chains состоялся осенью 1987 года в Балларде.

### Смена стиля. Хеви-метал (1988—1990)

#### 40 Years of Hate и Diamond Lie
После распада Alice N’ Chains Лейн не оставался без дела. Вместе с бывшим коллегой по группе Джеймсом Берстромом они сошлись с музыкантом Роном Холтом, который переехал из Сиэтла в Лос-Анджелес несколько лет тому назад, и начали играть его музыку. Холт слышал пение Стейли и хотя сначала посчитал его «слишком зелёным», позже впечатлился его вокальным талантом. По словам Берстрома, материал «опережал своё время и сочетал индастриал-метал, тяжёлый фанк и хард-рок», а сам Холт сравнивал его с альбомом чикагской группы Ministry The Land of Rape and Honey. Вскоре к ним добавились гитарист Джерри Кантрелл и барабанщик Дэйв Мартин. Стейли познакомился с Кантреллом за несколько месяцев до этого и, узнав, что гитаристу негде жить, предложил поселиться вместе с ним в Music Bank. Группа Холта получила название 40 Years of Hate. Они играли дюжину песен, четыре из которых попали на демо под названием 1988 Full of Pain, Full of Hate.
В конце 1987 года Джерри Кантрелл решил основать собственную группу. Первым он позвал в неё Лейна Стейли, а тот предложил кандидатуру барабанщика Шона Кинни, с которым познакомился на пляже Алки Бич несколько лет тому назад. Четвёртым членом группы стал бас-гитарист Майк Старр, которого недавно уволили из рок-группы Gypsy Rose. Музыканты репетировали в Music Bank, сменив названия Mothra, Fuck и остановившись на Diamond Lie — так называлась предыдущая группа Кантрелла. Они начинали с исполнения кавер-версий, таких как «Hanky Panky» Tommy James & the Shondells, но вскоре стали писать собственные песни. В начале 1988 года накопилось достаточно материала для полноценного демо Treehouse Tape, куда вошло восемь песен. Всё это время Стейли продолжал числиться в двух группах и отказывался бросить проект Холта, что не устраивало участников Diamond Lie. Отчаявшись, музыканты объявили фиктивное прослушивание вокалистов на замену Лейну. Они собрали самых худших исполнителей, которых могли найти, но притворились, будто довольны пением. Увидев это, Стейли не выдержал и согласился уйти из 40 Years of Hate, посвятив себя группе Джерри Кантрелла.

#### Создание Alice in Chains
Первое выступление Diamond Lie состоялось 15 января 1988 года в сиэтлском Кейн Холле. В мае 1988 года был составлен пресс-кит Diamond Lie, вместе с кассетой и биографией группы разосланный в крупные лейблы. Запись заинтересовала музыкального продюсера Рэнди Хаузера, который согласился стать менеджером группы. A&R-агент Ник Лофт порекомендовал сменить название Diamond Lie. Перебирая возможные варианты, музыканты обратили внимание на баннер Alice N’ Chains, висевший на стене, и решили назваться Alice in Chains, заодно избавившись от ненужной аналогии с Guns N’ Roses.
Летом 1988 года Стейли познакомился с начинающей артисткой Демри Пэррот. Они начали встречаться и проводили много времени вместе в Music Bank и за его пределами. Вскоре группе пришлось покинуть репетиционную базу, так как Music Bank оказался в центре полицейского рейда отряда по борьбе с наркотиками. Выяснилось, что по соседству разместилась огромная плантация марихуаны. Клуб закрыли, а Alice in Chains переехали в дом возле аэропорта Сиэтл-Такома. Музыканты поселились в трёх спальнях и оборудовали место для репетиций. На сиэтлском телеканале KING 5 вышел документальный фильм, показывавший будни рок-коллектива. После полицейского рейда Стейли продолжал числиться сотрудником Music Bank, но так как группа переехала в другое помещение, Лейн перестал появляться на работе и вскоре был уволен.
Осенью 1988 года Рэнди Хаузер попал в тюрьму из-за проваленного теста на наркотики. Он передал управление Сьюзан Сильвер, менеджеру Soundgarden и супруге фронтмена Криса Корнелла. Лейн и группа усердно трудились и заработали репутацию «следующей большой группы Сиэтла». Их песни регулярно транслировались на местной радиостанции KISW, несмотря на отсутствие контракта с крупным лейблом. Благодаря связям менеджера Alice in Chains стали выступать на разогреве у таких крупных хард-роковых и хеви-металических групп, как BulletBoys, Tesla и Great White. Группа искала собственный стиль, выбирая, согласно официальной биографии, между «Джеем Лено хэви-метала» или «мужской версией Семьи Партриджей». Представляя подающий надежды коллектив, в журнале Kerrang! выделили «эмоциональный вокал, фанковые, грязные ритмы, полностью оригинальное, но тяжёлое звучание, которые гарантируют большое будущее». Группа привлекла внимание президента Columbia Records Дона Айнера. Он стремился к тому, чтобы лейбл закрепил позиции на рынке тяжёлой музыки, и решился сделать ставку на Alice in Chains. Переговоры длились восемь месяцев и закончились подписанием контракта с CBS Records. Мечта Лейна Стейли о том, чтобы заключить финансово выгодное соглашение c крупным лейблом, сбылась.

#### Первый альбомFaceliftи «золотой диск»
После подписания контракта пришло время записывать дебютный альбом. Продюсером назначили Дэйва Джердена, известного по работе с Jane’s Addiction. Он встретился с музыкантами в Лос-Анджелесе и впечатлился голосом Лейна Стейли, не имевшим аналогов в музыкальной индустрии того времени. Продюсер помог группе определиться с направлением творчества: «В то время они играли понемногу из каждого стиля — панк, хеви-метал — и пытались найти своё звучание. Одно время у Лейна даже был ирокез. Идея состояла в том, чтобы убрать всё лишнее». Джерден видел в Alice in Chains новых Black Sabbath и заставил музыкантов придерживаться этого стиля, сделав песни медленнее и тяжелее.
В конце 1989 года музыканты отправились в сиэтлскую студию Рика Парашара London Bridge Studios. Инструментальные партии записали в Сиэтле, а для записи вокала группа переместилась в лос-анджелесскую Studio A. Звукоинженер Брайан Карлстром не впечатлился внешним видом фронтмена: «Честно говоря, он был как ребёнок-хиппи в биркенштоках, очень худой, очень наивный. Выглядел очень юным, не считая козлиной бородки с парой вплетённых бус». В то же время все были поражены силой вокала Стейли, который исполнял бо́льшую часть партий с первого дубля. В студию приехал его родной отец Фил Стейли, который был поражён услышанным: «Где он этому научился? У меня мурашки по коже». В марте 1990 года от передозировки героина умер вокалист группы Mother Love Bone Эндрю Вуд, хороший знакомый Стейли. Группа прилетела на похороны Вуда в Сиэтл, а во время церемонии прощания с вокалистом Лейн расплакался: «Лейн отождествлял себя с ним, чувствовал всю его боль и то, как он с нею боролся», — вспоминал Ник Поллок.
Весной 1990 года запись была завершена. На песню «We Die Young» был снят первый видеоклип группы. Летом вышел мини-альбом We Die Young, в состав которого вошло три песни, а 24 августа 1990 года — полноформатный альбом Facelift. Когда Лейн вручил матери кассету с альбомом, она выделила потенциальный хит — песню «Man in the Box». Лейн с гордостью признался, что именно он написал её. Позже эту композицию выбрали в качестве второго сингла, на который снимался клип. Стейли предложил режиссёру Полу Рахману свои идеи — «Сарай во время дождя. Домашний скот. Ребёнок с зашитыми глазами», которые, за исключением последней, и легли в основу финального видео. Alice in Chains отправились в концертное турне, выступая на разогреве у Extreme и Игги Попа, а позже заполучили место в туре «Битва титанов» с Megadeth, Slayer и Anthrax. Концерты на разогреве у трэш-металлических команд стали серьёзным испытанием, так как поклонники тяжёлой музыки относились к малоизвестной группе враждебно, но по ходу тура Alice in Chains сумели расположить к себе фанатов. Во время концерта в Сиэтле гитарист Megadeth Дейв Мастейн узнал о глэм-роковом прошлом Лейна Стейли и удивился, насколько сильно изменился стиль вокалиста со времён Sleze и Alice N’ Chains.

### Пик славы. Гранж (1991—1994)

#### Расцвет сиэтлской сцены
Переломный момент в карьере Лейна Стейли наступил весной 1991 года. К этому моменту Alice in Chains были хорошо известны лишь в местном Сиэтле и в кругу заядлых металлистов. Продажи Facelift были невысокими. За восемь месяцев было продано лишь около 40 000 экземпляров альбома, так что на лейбле решили прикладывать к ним бесплатную запись концерта группы в Театре Мура Live Facelift. Кинорежиссёр Кэмерон Кроу, муж гитаристки сиэтлской группы Heart, впечатлившись единением местных музыкантов после смерти Эндрю Вуда, решил использовать их в качестве фона для снимавшегося фильма «Одиночки». Кроу оплатил Alice in Chains демосессии, в ходе которых появилась песня «Would?», ставшая посвящением умершему вокалисту и попавшая в фильм. На волне растущего интереса к сиэтлской сцене руководители MTV включили видеоклип «Man in the Box» в ротацию, из-за чего группа стала известна на всю страну. Вышедший год назад альбом Facelift моментально поднялся на несколько десятков позиций в хит-параде Billboard 200, а Alice in Chains стали образцом того, как андеграундная хеви-металлическая группа может в одночасье стать популярной.
После прорыва Alice in Chains Лейна Стейли стали узнавать на улицах, что стало для музыканта неприятной неожиданностью. Он не мог даже выбраться в ресторан с семьёй, его узнавали и просили автограф. Невесту Лейна Демри Пэррот стали называть «подругой Лейна» или даже «Алисой в цепях», что несказанно её раздражало. На вопрос Дэйва Джердена о том, каково быть знаменитым, Стейли ответил: «Это меня бесит. Люди относятся ко мне, как к объекту. Я больше не человек. Я просто товар, который нужно продать. Люди не знают, кто я на самом деле. Они просто хотят получить часть меня». С другой стороны, к Лейну пришёл долгожданный коммерческий успех. Альбом Facelift был распродан тиражом в один миллион экземпляров. Стейли признавался, что распорядился наградой так, как давно мечтал, вдохнув с помощью «золотого диска» дорожку кокаина. Он старался распоряжаться средствами с умом и нанял личного бухгалтера, а накопив нужную сумму, приобрёл машину и квартиру в Сиэтле.
Вокалист Сэмми Хагар выбрал Alice in Chains в качестве группы, открывающей концерты Van Halen во время турне по Северной Америке: «Я хотел найти крутую новую группу, которой нужна раскрутка. Однажды я смотрел MTV и увидел клип „Man in the Box“. На сегодня Лейн является одним из крутых новых вокалистов». Турне с Van Halen стало огромным достижением для группы и реализацией детских мечтаний музыкантов. В то же время во время этих гастролей Лейн Стейли начал употреблять героин в качестве способа снять стресс. Первое время окружающие и члены группы не придавали этому значения. Когда осенью 1991 года группа отправилась в студию London Bridge для записи мини-альбома Sap, никто не связывал частые посещения вокалистом ванной комнаты с наркотиками. Тем не менее к началу 1992 года менеджменту группы стало известно о серьёзных проблемах Лейна с героином, и его тайно отправили в клинику на лечение.

#### Второй альбомDirtи тема наркотиков
После возвращения Лейна из реабилитационного центра пришло время для записи второго альбома Alice in Chains. Сразу после начала работы в Лос-Анджелесе начались массовые протесты против приговора, вынесенного Родни Кингу, и город охватили беспорядки. Студийная активность была прервана на неделю. Стейли не боялся выходить на улицу, так как у него случился рецидив, и вновь понадобились наркотики. Узнав, что работавший с ним врач Боб Тимминс хвалился, что «заполучил» вокалиста Alice in Chains, музыкант рассвирепел и вновь вернулся к употреблению героина. Наркотики стали основным мотивом творчества Стейли. В клинике он придумал композиции «Sickman» и «Junkhead», а позже написал ещё несколько песен, затрагивающих тему героиновой зависимости. Дэйв Джерден был потрясён текстами: «Эти песни отражают реальность. Они не написаны для коммерческого потребления. Их автор прополз две мили по ржавым бритвенным лезвиям. В них проявляются тревога, пытки, физические и душевные страдания». Студийные рабочие стали замечать, как вокалист подолгу закрывается в ванной, чтобы принять очередную дозу. Вслед за Лейном героин попробовал его друг бас-гитарист Майк Старр. Когда пришло время записывать вокал, выяснилось, что постоянно находившийся «под кайфом» Стейли не попадал в тональность. Рассерженный Джерден выгнал вокалиста из студии и заявил, что тот не в состоянии петь. Лейн не появлялся в студии неделю, но когда вернулся, то голос стал прежним, и он блестяще исполнил собственные партии.
Вторая пластинка Alice in Chains вышла в разгар гранжемании. Альбомы групп Nirvana и Pearl Jam занимали высокие места в хит-параде Billboard, и к работам сиэтлских групп был прикован особый интерес. Пластинка получила название Dirt и вышла 25 сентября 1992 года, дебютировав на шестом месте в национальном хит-параде. Группа отправилась в концертное турне, наполненное приключениями. В сентябре 1992 года Стейли сломал ногу, катаясь на квадроциклах, из-за чего несколько концертов провёл на инвалидном кресле или на костылях в гипсе. Во время выступлений он неоднократно высмеивал собственную вредную привычку. Одну из композиций он объявил как «песню о долбаном безнадёжном торчке», а во время другой притворялся, что делает себе инъекции с помощью микрофона. Музыкальные критики и журналисты не прошли мимо темы наркотиков в песнях группы и задавали Стейли откровенные вопросы. Музыкант признавался, что употреблял героин в прошлом, но убеждал, что сумел справиться с пагубной привычкой. Тем не менее менеджер Alice in Chains Сьюзан Сильвер приставила к вокалисту персонального телохранителя, чтобы никто не передавал ему наркотики. Усилия Сильвер были тщетными, и в начале 1993 года во время турне с группой Screaming Trees у Стейли случился очередной рецидив. Он вернулся к героину, попутно подсадив своего друга Марка Ланегана. В начале 1993 года из Alice in Chains уволили Майка Старра. Бас-гитарист создавал группе много проблем, приторговывая пропусками за кулисы и злоупотребляя героином. «Лейн и Старр были корешами. После ухода Старра Лейн изменился раз и навсегда. Он знал, что с точки зрения бизнеса Старру нужно было покинуть группу, но на личном уровне это подкосило его», — вспоминал гитарный техник Рэнди Биро. На смену Старру временно пришёл бас-гитарист Оззи Осборна Майк Айнез. Группа провела ряд концертов в Европе, а также записала саундтрек к фильму «Последний киногерой», после чего Айнеза приняли в Alice in Chains на постоянной основе.
Летом 1993 года состоялось главное рок-мероприятие сезона — фестиваль Lollapalooza, одним из хедлайнеров которого были Alice in Chains. Незадолго до этого группа отказалась от совместного турне с группой Metallica Nowhere Else to Roam. Официальной причиной была усталость музыкантов, которым пришлось выбирать что-то одно, и выбор пал в пользу Lollapalooza. Во время фестиваля Стейли поначалу старался сдерживать себя, проводя время в собственном автобусе, оборудованном звукозаписывающей студией. Вскоре Лейн сорвался и вернулся к алкоголю и героину. Концерт в Портленде посетили его старые друзья по Sleze Джонни Баколас и Джеймс Бергстром: «Джонни и я сидели на краю сцены рядом с менеджером, наблюдая за ним, и это было потрясающее шоу. Мы просто тусовались с Лейном и веселились так, будто вновь стали детьми. Думаю, ему было тяжело находиться вдали от дома, из-за этой дорожной рутины и соответствующего образа жизни. Очевидно, в сочетании с наркозависимостью это делало его печальным и несчастным».

#### Мини-альбомJar of Fliesи творческий отпуск
В сентябре 1993 года Alice in Chains отправились в студию, чтобы отдохнуть от тяжёлого концертного тура. За десять дней они придумали и записали семь новых композиций, выпущенных в виде мини-альбома Jar of Flies. Пластинка увидела свет 14 января 1994 года и стала первым мини-альбомом в мире, дебютировавшим на первом месте в хит-параде Billboard. Группу покинул менеджер Келли Кёртис, работавший вместе с Сьюзан Сильвер. По одной из версий, Кёртис не выдержал того, что происходило внутри коллектива. Однажды Лейн Стейли держал на руках дочь Кёртиса и потерял сознание. «Он был отличным парнем, и все ребята были великолепны, но над ними нависла чёрная туча, и это меня реально напрягало. Я возненавидел это», — вспоминал Кёртис. По другой версии, менеджер решил оставить Alice in Chains, чтобы сосредоточиться на работе с не менее успешными представителями местной сцены Pearl Jam.

В апреле 1994 года музыкальный мир потрясла смерть вокалиста группы Nirvana Курта Кобейна, застрелившегося из ружья. Вдова Кобейна Кортни Лав заполучила номер телефона Джима Элмера и пыталась связаться со Стейли. Она предполагала, что Лейн мог что-то знать о последних днях жизни супруга, но их объединяло только пристрастие к наркотикам. «Мы не были близкими друзьями, но виделись на общих концертах и иногда зависали вместе. Но я знал его достаточно, чтобы быть опустошённым его смертью», — объяснял Лейн. Весной 1994 года Стейли боролся с собственными проблемами, вновь попав в реабилитационный центр. Группа не выступала вместе начиная с января 1994 года, но сам Лейн Стейли однажды показался на публике, исполнив 28 мая вместе с Tool песню «Opiate» (с англ. — «Опиум»). В газете Seattle Post-Intelligencer отметили, что вокалист «выглядел болезненно и носил шерстяную лыжную маску, скрывавшую лицо».
Летом 1994 года Alice in Chains были приглашены в совместное турне с группой Metallica, а также стали хедлайнером фестиваля Вудсток-94. За день до первого выступления разразился скандал. Лейн Стейли пришёл на репетицию «под кайфом», чем разозлил Шона Кинни. Барабанщик швырнул палочки и поклялся, что больше не будет играть со Стейли. «Мы не были честны друг с другом и если бы продолжили, то с высокой вероятностью уничтожили бы себя в дороге. Мы определённо не хотели, чтобы это произошло на глазах у всех», — оправдывался Кинни. Сьюзан Сильвер пришлось обнародовать официальное заявление, согласно которому Alice in Chains отказываются от тура Shit in the Sheds с группой Metallica и выступления на фестивале Вудсток из-за «проблем со здоровьем внутри группы». Музыканты коллектива Metallica едко отреагировали на очередной отказ Alice in Chains. На концертах Джеймс Хэтфилд играл вступительные аккорды «Man in the Box», припевая «Я не могу выступать, я не могу выступать», и изображал Стейли, который делает себе инъекцию, за что был освистан публикой.

### Кризис (1994—1996)

#### Супергруппа Mad Season
Отказ от выступлений с группой Metallica породил очередную волну слухов, связанных со Стейли. Знакомые были шокированы новостями и две недели непрерывно звонили Лейну, чтобы узнать, что случилось. Музыкант болезненно переносил конфликт, тратил время на компьютерные игры и «занимался нездоровыми вещами». В середине 1994 года Стейли попытался завязать с героином самостоятельно и попросил Джонни Баколаса переехать к нему домой. Баколас согласился, но с удивлением выяснил, что Стейли не стремился к излечению. Вокалист поставил перед другом два условия: никаких групповых вмешательств и никаких песен Alice in Chains.
Однажды Стейли позвонил гитарист Pearl Jam Майк Маккриди, который хотел, чтобы Лейн исполнил его песню. Маккриди только что выписался из реабилитационного центра, где лечился от алкогольной зависимости и познакомился с бас-гитаристом Джоном Сондерсом. Они решили основать проект и вдохновить собственным примером других музыкантов, которые стремились избавиться от вредных привычек. Первым к ним примкнул барабанщик Screaming Trees Барретт Мартин. Маккриди зачастил в дом к Стейли, играл свои риффы и убедил прийти на репетиции. 12 октября 1994 года музыканты выступили в местном клубе Crocodile Cafe, взяв название Gacy Bunch. После успешного шоу воодушевлённый Маккриди предложил записать демо, но Лейн Стейли призвал пойти ещё дальше и выпустить полноценный альбом. Проект получил название Mad Season и управлялся менеджерской командой Pearl Jam. Запись альбома проходила в студии Bad Animals. Обслуживающему персоналу было заметно, насколько серьёзными были проблемы Стейли. Его было трудно затащить в студию, он постоянно просыпал записи, а когда приходил, то часто закрывался в ванной. Он без стеснения отвечал на вопросы о зависимости, объясняя, что не может обходиться без наркотиков или алкоголя. Стейли исполнил все вокальные партии и написал все тексты, а главным хитом стала песня «River of Deceipt», вдохновлённая «Пророком» Халиля Джебрана.
В конце 1994 года Лейн выступил вместе с Mad Season на концерте в клубе RCKNDY, а в январе 1995 года музыканты исполнили две песни на радио Эдди Веддера Self Pollution Radio. Стейли также неоднократно появлялся на сцене с группой своего друга Джонни Баколаса Second Coming, исполняя песню «It’s Coming After». Один из концертов попал в репортаж на MTV News, после чего в прессе стали возникать вопросы об истинных причинах отмены тура Alice in Chains, ведь вокалист не выглядел настолько больным, чтобы не выходить на сцену. Стейли также играл с музыкантами Second Coming в кавер-группе FTA (Funding the Album — с англ. — «Собираем деньги на альбом»), исполняя песни Alice in Chains «Would?», «Man in the Box» и «No Excuses». К весне 1995 года Баколас не выдержал соседства с наркоманом и решил съехать из квартиры.

#### Третий альбомAlice in Chains
Пока Лейн Стейли пытался преодолеть героиновую зависимость, менеджмент Alice in Chains стремился вернуть вокалиста в группу. Стейли хотел окончательно порвать с Alice in Chains из-за проблем со здоровьем, но Сьюзен Сильвер напоминала, что «в расчётной ведомости находилось сорок человек, которые рассчитывали на его новые песни и выступления». Мать музыканта предлагала группе нанять нового вокалиста, однако Сильвер объясняла, что «Лейн и есть Alice in Chains». Джерри Кантрелл пошёл другим путём. Гитарист созвал остальных членов Alice in Chains, чтобы репетировать новые песни в студии Bad Animals в Сиэтле без Стейли. Вскоре вокалист узнал об этом и, не выдержав, присоединился к группе.
Основной сложностью записи стал образ жизни Стейли. Лейн был ярко выраженной «совой» и мог появиться в студии в любое время. Чтобы приспособиться к этому, продюсер заставил команду дежурить в режиме круглосуточной готовности. Когда вокалист был готов записываться, то отправлял сообщение на пейджер, а инженеры готовились к его приходу. Запись заняла дольше ожидаемого из-за плохого состояния организма Стейли, а также отсутствующих текстов песен, которые писались прямо в студии. Расходы на студийное время бесконтрольно росли, и представители лейбла начали терять терпение. Однажды утром Дон Айнер и Мишель Энтони позвонили Стейли, поздравив с «золотой» сертификацией альбома Mad Season Above, и поставили ультиматум, требуя закончить запись в течение девяти дней. Лейн расстроился из-за оказанного давления и едва не расплакался, но был вынужден подчиниться. Этот разговор лёг в основу текста песни «Sludge Factory».
Третий альбом группы получил незамысловатое название Alice in Chains и увидел свет 3 ноября 1995 года. Как и предыдущий мини-альбом Jar of Flies, он стартовал на вершине хит-парада Billboard. Редактору Rolling Stone Джону Видерхорну было поручено взять интервью у группы. Во время встречи с журналистом Лейн забыл надеть перчатки, и тот увидел красные следы инъекций на левой руке от запястья до локтя. Стейли признался, что проблема с героином никуда не делась: «Они помогали мне несколько лет, но потом стали работать против меня — и сейчас я прохожу через ад, и это полный отстой». Статья вышла в февральском номере журнала. На обложке красовалось изображение Стейли в солнечных очках и подзаголовок «Игла и причинённый ущерб: Лейн Стейли из Alice in Chains». Музыкант едва не потерял сознание, увидев журнал на газетной стойке, так как ждал, что статья будет о группе, а не о нём лично. Помимо упоминаний следов уколов, из материала следовало, будто вокалист был единственным наркоманом в группе, хотя на деле у каждого участника были собственные проблемы. Видерхорн оправдывался тем, что статью изменили в ходе редактуры, а фотографию для обложки выбрали без его ведома. Тем не менее журналист настаивал, что статья была бы неполной без упоминания наркотиков: «Я должен был написать о том, что вдохновляло группу, с чем ей приходилось сталкиваться, что это были за демоны».

#### Заключительные концерты
В начале 1996 года продюсер MTV Алекс Колетти предложил Alice in Chains принять участие в акустическом проекте MTV Unplugged. Он считал гранжевые группы — а ранее свои сеты отыграли коллективы Nirvana и Pearl Jam — воплощением своего времени. «Не было сомнений, что эта группа будет сиять. И голос Лейна, и их песни», — вспоминал он. Alice in Chains не давали концертов уже более двух лет, но согласились на предложение. Во время репетиций Колетти был впечатлён вокальной формой Лейна Стейли. Несмотря на непримечательный вид и плохое состояние, голос остался прежним. Концерт состоялся 10 апреля 1996 года в театре Бруклинской музыкальной академии. Колетти готовился к неприятностям, но выступление прошло успешно. Покрасивший свои волосы в розовый цвет Стейли сумел провести три часа на сцене, не отлучаясь в ванную комнату. Несмотря на несколько неудачных дублей, члены Alice in Chains, менеджмент группы, телевизионщики и зрители, включая музыкантов группы Metallica, остались в восторге. Шоу было показано по телевидению 26 мая 1996 года, а 17 июля вышел альбом MTV Unplugged (Alice in Chains), который попал на третье место в американском хит-параде.
Весной 1996 года Alice in Chains предложили выступить на разогреве у легендарной рок-группы Kiss во время реюнион-концертов. Лейн сначала отказывался выступать, но вскоре передумал, и Alice in Chains начали репетиции. Подготовка шла с большим трудом: так, Лейн постоянно опаздывал, и его приходилось ждать часами. За три недели музыкантам удалось вспомнить старый репертуар и выучить песни из нового альбома. Alice in Chains выступали вместе с Kiss на протяжении нескольких вечеров с 28 июня по 3 июля. Заключительный концерт состоялся в Канзас-Сити, штат Миссури. Сьюзан Сильвер наблюдала за ним вместе с концертным менеджером Кеваном Уилкинсом и воскликнула: «Это последний раз, когда мы видим этих ребят вместе на сцене. Я чувствую это». На следующий день она прилетела в Сиэтл и узнала, что Лейн Стейли попал в клинику из-за очередной передозировки.

### Последние годы жизни (1996—2002)

#### Затворничество
После выхода из больницы Лейн Стейли перестал появляться на публике и порвал отношения с группой. Он продолжал изредка встречаться с Демри Пэррот. Бывшая подруга завела отношения с приезжим музыкантом и наркоторговцем по прозвищу Рассел, но приходила к Лейну каждую неделю, чтобы помочь прибраться по дому. Её внутренние органы начали отказывать из-за постоянного употребления героина, она несколько раз попадала в реанимацию. В октябре 1996 года Демри потеряла сознание во время поездки за покупками. Врачи пытались спасти её, но безуспешно. Девушка умерла от бактериального эндокардита. Ей было двадцать семь лет. Лейн тяжело переживал смерть подруги и винил себя в том, что не сумел спасти её. По мнению друзей музыканта, после смерти Демри он перестал цепляться за жизнь и бороться с собственной зависимостью.
В апреле 1997 года Стейли приобрёл кондоминиум в Университетском районе Сиэтла за 262 тысячи долларов. Огромная квартира с тремя спальнями общей площадью 1500 квадратных футов (около 139 м²) находилась на пятом этаже здания. Сделку оформили на вымышленное имя Джона Ларусты, чтобы сохранять анонимность Стейли и не привлекать к себе внимание. Продюсер Тоби Райт помог обустроить в квартире домашнюю студию звукозаписи, включавшую ADAT-магнитофон, микшерный пульт и драм-машину. Джерри Кантрелл изредка навещал Стейли, и они делились наработками, однако ничего из этого не было опубликовано.
Лейн Стейли стремился избегать вечеринок и больших компаний. Одним из исключений стала рождественская вечеринка лейбла Сьюзан Сильвер, которую посетил музыкант. Ранее Сильвер заявила о том, что прекращает менеджерскую деятельность. В местной газете The Rocket написали: «Конечно, Soundgarden больше не нуждаются в менеджере, но кто будет вытирать рвоту и менять подгузники Alice in Chains?» После выхода номера в редакцию пришла посылка с банкой мочи, пакетом фекалий и запиской «Подотрите и поменяйте это, ублюдки!». Предполагали, что отправителем был Лейн Стейли. На вечеринку пришёл многолетний гитарный техник Alice in Chains Рэнди Биро, и тот поначалу не узнал сильно изменившегося вокалиста. Лейн пригласил старого знакомого к себе в кондоминиум, которым очень гордился. Биро был впечатлён огромным проекционным телевизором, за которым Лейн целыми днями играл в компьютерные игры. Стейли подтвердил, что продолжал принимать наркотики, но отказался поделиться: «Я не дам тебе, потому что ты завязал… Не хочу, чтобы ты закончил как я».

#### Музыкальные проекты
Из-за нелюдимости Стейли Alice in Chains фактически распались. Музыканты группы были не против продолжения работы, но вокалист наотрез отказывался выступать, а остальные уважали его решение. Джерри Кантрелл и Шон Кинни первое время старались поддерживать отношения с Лейном. Барабанщик иногда заглядывал к нему домой, хоть и признавал, что квартира Стейли была «не самым здоровым местом». Гитарист также встречался с ним лично и изредка разговаривал по телефону. В 1997 году Джерри Кантрелл решил выпустить собственный альбом и пригласил знакомых музыкантов, включая Шона Кинни и Майка Айнеза из Alice in Chains, но Лейна Стейли в их числе не было. Ходили слухи о том, что Кантрелл и Стейли не разговаривали, но гитарист опровергал эти сплетни. Стейли посещал выступления коллеги по группе, а его последняя опубликованная фотография, датированная 31 октября 1998 года, была сделана как раз за кулисами концерта Джерри Кантрелла.
В 1998 году Alice in Chains собрались выпустить бокс-сет с лучшими песнями и редкими архивными записями. Специально для него было решено записать две новые композиции, придуманные Джерри Кантреллом. 22 августа 1998 года члены группы и персонал студии Eldorado, включая продюсера Дэйва Джердена, с нетерпением ждали появления Лейна Стейли. Его приход должен был ознаменовать воссоединение команды, записавшей в 1992 году альбом Dirt, за исключением бас-гитариста Майка Старра. Стейли появился поздно ночью, когда партии инструментов уже были записаны, и его было не узнать. Вокалист отрастил длинные белые волосы, носил очки, но выглядел измождённым и похожим на старика. Это был уже не тот Лейн, с которым команда работала шесть лет назад. Стейли должен был написать тексты к двум новым песням, но оказался не готов к работе. Он ужинал, играл с электронной ударной установкой, давал советы по прохождению компьютерных игр и даже задул свечи на праздничном торте, подготовленном в честь его дня рождения, но так и не притронулся к новым песням. Джерден и Кантрелл пытались перенести запись на следующий день, когда Лейн заявил, что ему нужно срочно возвращаться в Сиэтл. Песни так и не были закончены. Рассерженный Джерден отказался работать над проектом. Вокал Стейли был записан позже в студии Robert Lang Studios под руководством Тоби Райта. Песни «Get Born Again» и «Died» вошли в бокс-сет Music Bank, вышедший в 1999 году. 19 июля 1999 года в поддержку сборника состоялось интервью Кантрелла, Кинни и Айнеза в национальной радиопрограмме Rockline. Неожиданно для всех, в студию дозвонился и Лейн Стейли. Музыканты охотно отвечали на вопросы и не отрицали возможность воссоединения Alice in Chains. Это интервью стало для Лейна Стейли последним.
Помимо Alice in Chains, Стейли принял участие в ряде сторонних проектов. В 1996 году он помог старому знакомому Джесси Холту, бывшему гитаристу Second Coming, исполнив приглашённую вокальную партию к песне «The Things You Do». В ноябре 1997 года песню перезаписали ещё раз. По словам звукорежиссёра Джейсона Буттино, голос Стейли был настолько слаб, что пришлось искусственно увеличивать громкость. Осенью 1998 года Стейли принял участие ещё в одном проекте. Продюсер Мэтт Серлетик и гитарист Том Морелло (Rage Against the Machine) решили записать кавер-версию песни «Another Brick in the Wall» для фильма «Факультет». Они пригласили бывших участников Jane’s Addiction Мартина Ленобля и Стивена Перкинса, создав супергруппу Class of ‘99. В поисках вокалиста они обратились к Лейну Стейли, и тот неожиданно согласился. Запись прошла в Сиэтле, а Лейн, уже традиционно для него, опоздал на несколько часов. Стейли был в очень плохой форме и шепелявил, так что некоторые фрагменты песни доработали во время постпродакшна. Возвращаясь из Сиэтла в Лос-Анджелес, Серлетик позвонил президенту Columbia Records Дону Айнеру и попросил помочь вокалисту Alice in Chains. «Мы пытались. Мы пробовали. Мы организовывали для него перелёт в клинику на корпоративном самолёте несколько раз… Но трудно помочь человеку, если он не хочет, чтобы ему помогали», — ответил Айнер. Последним проектом Стейли должно было стать участие во втором альбоме группы Taproot. Вокалист договорился с продюсером Тоби Райтом о том, чтобы спеть на понравившейся песне с рабочим названием «Spacey». Лейн планировал появиться в студии в середине апреля 2002 года, но так и не успел воплотить эту идею в жизнь.

#### Образ жизни
Несмотря на уединённый образ жизни и постоянное употребление наркотиков, Лейн Стейли не был совсем опустившимся наркоманом, как многим казалось. Он увлекался компьютерными играми, искусством, а также ухаживал за кошкой Сэйди. Иногда он посещал бар Rainbow Tavern, расположенный в пяти минутах ходьбы от дома, но держался в стороне, сидя в углу помещения. Стейли также заглядывал в местный магазин комиксов, где часто задерживался допоздна, выбирая интересующие журналы. Знакомые, которые изредка видели его на улице, вспоминали, что Стейли выглядел «как ходячий мертвец». Ник Поллок утверждал, что Лейн уже не был прежним собой: «Будто бы в его теле поселился призрак». Джефф Гилберт отмечал, что Стейли выглядел очень плохо и от него воняло: «Одежда висела на нём мешком. Он выглядел на восемьдесят лет, и это было жутко».
Знакомые Лейна пытались сохранять с ним отношения, но Стейли отказывался от посторонней помощи. Когда ему звонили по телефону, он не брал трубку, записывая сообщение на автоответчик, а когда приходили домой — не открывал дверь. Единственными людьми, с которыми Лейн охотно поддерживал связь, оставалась его семья. Время от времени он приезжал в дом отчима Джима Элмера в Белвью и привозил подарки, включая самодельные сувениры, подписанные для каждого из родственников: «Он был забавным. Мы не знали, насколько сложно психологически ему было выбраться к нам и проводить время с семьёй. Но когда он приезжал и появлялся на людях, то был весёлым, милым и чувствовал себя в своей тарелке, таким, как мы его знали всегда». В начале 2002 года сестра Лейна Лиз родила первенца. В семейном архиве сохранилась фотография, на которой Лейн держит на руках маленького Оскара. По словам его матери Нэнси Маккаллум, Лейн чувствовал, что может умереть в любой момент, но не готовился к смерти: «Он только что продлил водительские права, его арт-проекты были в самом разгаре. Я всерьёз ожидала, что Лейн сможет пережить это испытание».

#### Смерть
4 апреля 2002 года Лейн Стейли встретился у себя дома с бывшим бас-гитаристом Alice in Chains Майком Старром. Стейли признался, что тяжело болен, у него обнаружили гепатит C. Разговор зашёл о Демри Пэррот, и Стейли заявил, что умершая подруга посещала его накануне ночью. Мать Демри позже подтверждала, что слышала об этом от Старра, и верила, что дочь «была вместе с Лейном во время его перехода [в мир иной]». Майк принимал бензодиазепины, а когда друг сделал ему замечание, то Старр обиделся и собрался уходить. Последними словами Стейли, которые слышал Майк, стали: «Только не так. Не бросай меня так».
Через две недели Сьюзан Сильвер позвонил бухгалтер Alice in Chains и сообщил, что на счету Лейна Стейли подозрительно прекратилось движение средств. Ранее Стейли регулярно снимал деньги со счёта, чтобы платить за наркотики. 19 апреля 2002 года Сильвер связалась с Нэнси Маккаллум и Джимом Элмером, и они пришли к Лейну домой. Дверь никто не открывал, поэтому Нэнси вызвала полицию, сообщив, что две недели ничего не слышала от сына. Прибывшие офицеры получили разрешение на вхождение в жилое помещение и взломали дверь. Лейн лежал на диване, сжимая наполненный шприц, из ноги торчала игла, а на столе находились горка кокаина и две курительные трубки. Тело Стейли почернело и сильно разложилось. Автоответчик был полон сообщений за две недели от людей, которые пытались с ним связаться. Дверь была заперта изнутри, а по квартире были разбросаны деньги и наркотики, из-за чего предполагалось, что Лейн умер в одиночестве. Зная, что Стейли недавно продлил водительские права и собирался записывать новую песню, а также в отсутствие предсмертной записки, версия с самоубийством не рассматривалась. После вскрытия было установлено, что Стейли умер 5 апреля 2002 года. Причиной смерти стала передозировка смеси героина и кокаина, также известной как «спидбол».
Родители Лейна лично известили о трагедии самых близких к сыну людей. Остальные узнали о смерти 34-летнего вокалиста из новостных сюжетов. Смерть Лейна потрясла окружающих, но не стала неожиданностью. Джим Элмер и Нэнси Маккаллум организовали обед с членами команды Alice in Chains, музыкантами Pearl Jam и Soundgarden и близкими друзьями Лейна. 26 апреля состоялась встреча родственников со всеми желающими в Сиэтлском центре, на которую пришло около четырёхсот поклонников. Тело Лейна было кремировано, а поминальная церемония прошла 28 апреля 2002 года в заведении Kiana Lodge на острове Бейнбридж — в том же месте, где Лейн и Демри собирались пожениться. Первыми выступили отец Джима Элмера, преподобный Уильям Элмер, отец и мать Лейна, его сестра Лиз Коутс, а после слово взяли Барретт Мартин, Джерри Кантрелл и Сьюзан Сильвер. В завершение церемонии Крис Корнелл, Энн и Нэнси Уилсон исполнили песню Rolling Stones «Wild Horses», а также композицию «Sand», написанную сёстрами Уилсон в честь знакомого, умершего от СПИДа.

#### Наследство
Лейн Стейли не оставил завещания. У него не было супруги или детей, поэтому наследством распоряжались родители. Собственность умершего оценивалась приблизительно в полмиллиона долларов, а долговые обязательства составляли менее ста тысяч. Из-за болезни Стейли и обстоятельств смерти квартиру и находящиеся в ней вещи тщательно продезинфицировали. Из помещения убрали мебель и заменили ковровое покрытие. Когда кондоминиум выставили на продажу, риэлторы умалчивали о том, что здесь недавно умерла рок-звезда. Стейли принадлежало несколько складских помещений, часть из которых были разграблены, а личные вещи — украдены. Среди прочего полиция вернула родственникам Лейна его мотоцикл Harley-Davidson, брошенный в пятидесяти милях от квартиры, а также статуэтку MTV Video Music Awards. Часть личных вещей Стейли попала в руки вымогателей, которые требовали от Сьюзан Сильвер пятьдесят тысяч долларов. В дальнейшем многие предметы, принадлежавшие Стейли, оказались на аукционе. Стоимость рукописных текстов и рисунков Лейна на рынке достигала десятков тысяч долларов.
После смерти вокалиста остальные участники Alice in Chains не выступали вместе на протяжении нескольких лет. Джерри Кантрелл занимался сольной карьерой, а Майк Айнез присоединился к группе Heart. Впервые они собрались вместе на сцене в 2005 году на благотворительном концерте, посвящённом сбору средств для жертв цунами. В 2006 году музыканты возобновили выступления с новым вокалистом Уильямом Дювалем, а в 2009 году выпустили студийный альбом Black Gives Way to Blue, заглавная песня которого была посвящена Лейну Стейли. После триумфального возвращения группа продолжила концертную деятельность и выпуск альбомов в новом составе.
В 2013 году стало известно о судебном иске, поданном Нэнси Маккаллум в отношении остальных музыкантов группы. Мать Лейна Стейли требовала выплаты половины суммы, которая причиталась бы покойному фронтмену, в размере 16 % от дохода Alice in Chains. В свою очередь, адвокаты Джерри Кантрелла и Шона Кинни утверждали, что деловые отношения Стейли с группой закончились в момент его смерти. По словам поверенного группы Питера Патерно, в декабре 2011 года Маккаллум пыталась зарегистрировать торговую марку «Alice in Chains», из-за чего группа пригрозила подачей встречного иска. Патерно отмечал, что был нанят бухгалтер для подсчёта доли Стейли в Alice in Chains, которая составила 341 тысяч долларов, хотя после его смерти Alice in Chains уже выплатили наследникам 705 тысяч долларов. Было решено, что наследники музыканта будут продолжать получать гонорары за песни, которые Стейли написал самостоятельно или в соавторстве. Претензии матери Стейли на торговую марку «Alice in Chains» были отозваны в 2015 году по согласованию сторон.

## Личность

### Особенности характера
Несмотря на сценический образ харизматичного рок-музыканта, в обычной жизни Лейн Стейли был скромным и застенчивым молодым человеком. В детстве он был самым тихим учеником в классе. Когда Нэнси Маккаллум пришла на встречу выпускников сына, бывшие одноклассники не поверили, что всемирно известный Лейн Стейли — это тот самый Лейн Элмер, что учился с ними. В детстве над ним часто издевались из-за низкого роста. Когда к пятнадцати годам он вытянулся до шести футов, то продолжал оставаться замкнутым и ненавидел большие скопления людей. Уже став известным музыкантом и влиятельным человеком, он старался помогать слабым и обиженным, не забывая о своём прошлом. Барабанщик Баррет Мартин рассказывал, что Стейли раздавал бесплатные пропуска на концерты детям, которые не могли позволить себе купить билет. Бас-гитаристка Babes in Toyland Морин Херман, познакомившаяся со Стейли на фестивале Lollapalooza, была удивлена, что такой тихоня смог стать рок-вокалистом: «Он выглядел ребёнком, а все остальные участники группы — взрослыми мужчинами».
Стейли вырос в религиозной семье и посещал воскресную школу церкви Христианской науки. Мать Стейли утверждала, что её сын верил в Бога, хотя сам он не вёл себя подобно глубоко верующему человеку и критиковал религию. В юности Лейн носил куртку с пентаграммой и перевёрнутыми крестами, а также придумал оскорбительное название группы «Алиса в цепях», связанное с бондажом. Написанная им песня «Man in the Box» содержала текст «Отринь своего создателя», из-за чего её отказывались транслировать некоторые радиостанции. В интервью журналу Rolling Stone в 1996 году Стейли признался, что не увлекался религией, но разбирался в духовности. Он верил в загробную жизнь и боялся смерти, осуждая самоубийства.
Несмотря на показную самоуверенность и желание стать звездой, Лейн Стейли оставался очень ранимым. Однажды музыканты Sleze засмеяли его, когда он распевался, забыв выключить микрофон. После этого инцидента Лейн настаивал на том, чтобы записываться в студии одиночку. При работе в Alice in Chains он всегда выключал свет в комнате или отгораживался ширмой. Записывая дуэт с Энн Уилсон из Heart, он также стеснялся посторонних и требовал, чтобы все выходили из помещения и за ним никто не наблюдал.
С раннего детства Лейн прилежно заботился о своих родственниках. Отец рано ушёл из семьи, и хотя Лейн верил, что родители смогут помириться, но никогда не высказывался плохо в адрес отчима. Несмотря на конфликты с матерью в подростковый период, позже они помирились и поддерживали близкие отношения. Стейли проводил много времени со сводным братом Кеном Элмером и никогда не забывал о младших сёстрах. Родители, в свою очередь, поддерживали Лейна и пытались помочь ему избавиться от привязанности к наркотикам. В последние годы жизни Стейли поддерживал отношения с семьёй и приезжал в дом отчима, привозя подарки родным и близким.
Интроспективный характер Лейна Стейли был полной противоположностью коллеги по группе, гитариста Джерри Кантрелла. Замкнутый, молчаливый, избегающий людей и уклоняющийся от интервью Стейли резко контрастировал с общительным Кантреллом, чей энтузиазм привёл к созданию Alice in Chains. Между Кантреллом и Стейли всегда существовала тесная связь, как на сцене, так и за её пределами. Даже в периоды увлечения Стейли наркотиками Кантрелл всегда защищал и оправдывал своего друга перед журналистами. Одним из ярких моментов концерта MTV Unplugged стало вступление к песне «Sludge Factory», во время которого Стейли забыл слова и выругался, а Кантрелл поддержал и успокоил друга. После того как Лейн перестал появляться на людях, Кантрелл неоднократно предлагал ему свою помощь, но неизменно получал отказ. Тем не менее Кантрелл продолжал оставаться огромным авторитетом для Лейна. Когда во время записи песен для бокс-сета Music Bank в 1998 году Стейли «вспомнил», что ему нужно возвращаться в Сиэтл, Кантрелл просто посмотрел на него и сказал «Лееееейн!» таким раздражённым тоном, будто разговаривал с капризным ребёнком: «Это стало одной из самых странных вещей, что я видел. Джерри отказывался верить в выдумки Лейна, а тот — такая сильная личность — моментально поник и превратился в ничто», — рассказывал Дэйв Джерден.

### Частная жизнь

#### Юношеские годы
Лейн Стейли долгое время не пользовался успехом у девушек. В детстве он был невысокого роста, одним из самых низких в классе. Кен Элмер вспоминал, что брат комплексовал относительно своего роста и стремился вырасти настолько же сильно, как и добиться успеха в музыке. Стейли рассказывал, что стал думать о сексе, когда ему было двенадцать лет, после прочтения статьи о звезде 1980-х годов в музыкальном журнале: «Я решил, что тоже хочу стать рок-звездой. Хочу нюхать дорожки с зеркала и чтобы в моих объятьях были красотки. Я не знал, что значит „нюхать дорожки“, и не знал, что такое „секс“, но это меня привлекало, так как об этом писали в журналах».
В подростковом возрасте он пережил скачок роста, резко вытянувшись до шести футов (183 см), после чего девушки наконец-то начали его замечать. После того как Лейн стал фронтменом Sleze, у него появилась масса поклонниц. «Внезапно на концерты стали приходить сотни девушек, и мы могли получить всё что угодно и кого угодно», — вспоминал Джонни Баколас. Во многом это было связано с исполняемой Sleze и Alice N’ Chains музыкой. Они играли глэм-рок, выступая в ярких костюмах и макияже и привлекая к себе аудиторию, большую часть которой составляли девушки.
Первой серьёзной подругой Лейна стала Крисси Чакос. Они познакомились в 1986 году и стали встречаться. Чакос вспоминала: «Лейн был потрясающим. Он был настоящим весельчаком и всегда был в хорошем настроении». Влюблённые вместе ходили на концерты, и Чакос даже подарила Стейли настоящий концертный костюм Принса. Отношения Стейли и Чакос продлились недолго, но они оставались хорошими знакомыми до конца жизни. О смерти бывшего возлюбленного Чакос узнала, когда находилась в больнице после рождения второго ребёнка: «Я смотрела новости, где сказали: „Тело Лейна Стейли, Alice in Chains, бла-бла-бла“. Моё сознание тут же отключилось, прямо на месте. Я не могла в это поверить».

#### Демри Пэррот
Особое место в жизни Лейна Стейли занимала Демри Пэррот. Они встретились на вечеринке и были полной противоположностью друг другу: скромный девятнадцатилетний Лейн и очень яркая семнадцатилетняя Демри. Девушка мечтала о карьере актрисы и поступила в актёрскую школу в Джэксонвилле, но через несколько месяцев бросила учёбу. Она узнала о Лейне от общей подруги Прайсер Портильо и попросила их познакомить. Девушка высоко ценила талант Лейна и считала, что он непременно станет большой звездой. Стейли также был очарован новой подругой. По словам Портильо, у Лейна не было серьёзных отношений до Демри, а когда появилась она, то заполнила всю его жизнь. Демри познакомила своего нового друга с родителями, а Лейн привёл её в Music Bank. Из-за небольшого роста Пэррот в клубе часто шутили, что Лейн «нашёл девушку своей мечты с телом двенадцатилетнего мальчика».
В промежутке между 1990 и 1991 годами Демри и Лейн обручились. Стейли подарил возлюбленной ирландское кладдахское кольцо, и они отпраздновали помолвку в ресторане The Old Spaghetti Factory. Для свадьбы было выбрано заведение Kiana Lodge на острове Бейнбридж, недалеко от центра Сиэтла, а платье невесты было куплено в магазине винтажной одежды на Пайонир-Сквер. По словам Джонни Баколаса, шафером должен был стать бас-гитарист Alice in Chains Майк Старр, но родители молодых опровергали это. Мать Демри Кэтлин Остин вспоминала: «До этого так и не дошло дело. Конкретная дата не была назначена. Они выбрали цвета [одежды], но никому об этом не сказали. Но я знаю, что в то время они были очень счастливы».
Точное время отмены помолвки Демри и Лейна неизвестно, но, вероятнее всего, это произошло не позднее 1994 года. Стейли утверждал, что на это повлиял его рок-н-рольный образ жизни, несовместимый с семейным укладом. Когда Alice in Chains стали популярными, у Лейна появились фанатки, которые преследовали его, слали нижнее бельё по почте, и это раздражало подругу вокалиста. Другим фактором, который привёл к разрыву отношений, был героин. Демри обвиняли в том, что Лейн стал наркоманом, и пытались помочь, оградив от пагубного влияния подруги. Лейн не разделял эту точку зрения, запретив друзьям вмешиваться в свою личную жизнь, но Демри сама спровоцировала разрыв. Гитарный техник Рэнди Биро вспоминал: «Она перестала к нему приходить. Она пыталась уйти от него, так как чувствовала, что разрушает его жизнь. А он был в неё влюблён. Все, кто знал Лейна, постоянно обвиняли её во всём дерьме. Постоянно. И они пытались разлучить их. Поэтому мне показалось, что она решила уйти, чтобы дать ему шанс выжить». В ноябре 1995 года Стейли признался, что был отшельником и обходился без постоянной подруги: «Жить одному, когда тебе двадцать восемь — это нормально…. Но мой самый большой страх — остаться в одиночестве, когда мне будет сорок пять. Надеюсь, к тому времени у меня будет человек, которого я буду любить, и у нас будут дети. Я бы очень хотел завести семью».
После разрыва с Лейном у Демри уже не было доступа к его банковскому счёту, поэтому она вела образ жизни обычной наркоманки. Ходили слухи, что ей приходилось опускаться до проституции. В конце 1993 года здоровье Демри стало стремительно портиться. Девушка перенесла две операции на лёгких и две на сердце и постоянно находилась на антибиотиках. Несмотря на это, Демри не пыталась завязать с наркотиками, будто смирившись с тем, что скоро умрёт. Лейн продолжал поддерживать подругу, несколько раз тайно приезжал к ней в больницу, используя пропуск работавшей там Кэтлин Остин, и оставался с ней на ночь. Несмотря на сложности в отношениях, Лейн и Демри заботились друг о друге вплоть до последних дней и продолжали любить друг друга. Когда Демри умерла, Лейн был потрясён и винил себя в её смерти: «У меня были деньги и возможности. Я должен был забрать нас отсюда», — говорил он матери Демри после смерти дочери.

#### Другие увлечения
Несмотря на искреннюю любовь Лейна Стейли к Демри Пэррот, он никогда не оставался ей полностью верен. По словам вокалиста группы Cat Butt Дэвида Дуэта, «у Лейна и Демри были свободные отношения. В его положении это была единственная возможность хоть как-то сохранить долговременную привязанность. Лейн был очень честным с Демри, но мне он рассказывал о многих, многих безумных гастрольных приключениях». Находясь вдали друг от друга, влюблённые не всегда оставались друг другу верны. У Лейна, как и у любого рок-музыканта, хватало поклонниц в каждом городе, но и у Демри были собственные увлечения.
Во время фестиваля Lollapalooza летом 1993 года Стейли сдружился с женским трио Babes in Toyland и вокалисткой Кэт Бьелланд. По словам Рэнди Биро, «Кэт принадлежала к тому типу девушек, что ему нравились, только более вульгарной. Такая себе обдолбанная версия Демри». Стейли и Бьелланд сдружились на почве наркотиков. Бас-гитаристка Морин Херман утверждала, что, хотя никогда не видела, чтобы пара занималась сексом, «было невероятно сложно поверить, что между ними нет никаких отношений». Барабанщица Лори Барберо, в свою очередь, считала, что они были просто друзьями. Вскоре Стейли охладел к Бьелланд и перестал заглядывать в лагерь Babes in Toyland. Вокалистка тяжело переживала разрыв, пыталась заглушить боль с помощью героина и едва не скончалась из-за передозировки. Она обвиняла Стейли в произошедшем и даже бросалась на автобус Alice in Chains, чтобы обратить на себя внимание, но Лейн не считал себя причастным к её личным проблемам. В свою очередь, Демри завела роман с вокалистом местной группы Derelicts Дуэйном Лэнсом Боденхаймером. Девушка описала свои чувства к Боденхаймеру в письме, назвав его «чёрным рыцарем», а Стейли — «белым рыцарем». Когда слухи о неверности Демри донеслись до Стейли, он вызвал Боденхаймера на откровенный разговор, но тот всё отрицал. Во время съёмок фильма «Одиночки» Стейли и Боденхаймер в очередной раз пересеклись, и вокалист Alice in Chains в сердцах бросил «Лучше бы ты сдох вместо Энди Вуда», зная, что Боденхаймер был героиновым наркоманом.
Летом 1994 года Стейли познакомился с Мишель Ахерн-Крейн, племянницей своей знакомой времён Sleze. Мишель стала время от времени заглядывать домой к Стейли. Она знала о проблемах Лейна с наркотиками и не рассматривала его в качестве партнёра, но была польщена вниманием известного музыканта. Они вместе болтали или смотрели телевизор. Стейли полагал, что с помощью новой знакомой сможет вернуться к нормальной жизни. В знак признательности Ахерн-Крейн пригласила его на свой день рождения. Мишель была уверена, что Стейли не придёт, но он появился на вечеринке и вручил написанное от руки письмо, поблагодарив за приглашение: «Никогда ранее я не чувствовал себя лучше, не ощущал такую поддержку и любовь, как после твоего письма. И каждый раз, когда я перечитываю его, я заново переживаю тот самый прекрасный момент». Озадаченная Ахерн-Крейн попыталась объяснить Стейли, что считает его лишь другом, но униженный Стейли покинул мероприятие. Когда Мишель приехала к Стейли забрать свои вещи и попыталась объяснить, что его жизнь под угрозой из-за наркотиков, Лейн замкнулся в себе и окончательно разорвал отношения.

### Наркотическая зависимость

#### Первые опыты
Лейн Стейли впервые попробовал наркотики и алкоголь в юношеском возрасте. Когда ему было тринадцать лет, он серьёзно увлёкся наркотиками и начал экспериментировать со многими препаратами. Он курил марихуану, а также пробовал Дексатрим — лекарство для похудения, которое ускоряло метаболизм и действовало подобно амфетаминам. Затем несколько лет Стейли воздерживался от наркотиков, но в старшей школе (англ. high school) вновь стал их употреблять, из-за чего родители выгнали его из дома.
В клубе Music Bank, где обитал Стейли, наркотики были обычным делом. Наиболее популярны были марихуана, кокаин и ЛСД. Тим Брэном вспоминал: «Я тогда не знал никого, кто употреблял бы героин, но почти все сидели на кокаине. Это было само собой разумеющимся. Шли восьмидесятые, и так делали все. Это не считалось зазорным, так как люди не теряли контроль над собой. Вдохнуть пару дорожек было всё равно, что выпить пару банок пива». В такой обстановке проявились недюжинные «способности» Стейли. По словам Ника Поллока, Лейн «мог проглотить кучу всякого дерьма, и это не действовало на него». Со временем коллеги по группе Sleze всерьёз обеспокоились состоянием вокалиста и провели самодеятельную групповую встречу со своим другом. Лейн Стейли вышел после встречи в слезах и клятвенно обещал завязать с наркотиками, но так и не сделал этого, из-за чего группа вскоре распалась.

#### Знакомство с героином
В Alice in Chains музыканты также употребляли наркотики. После того, как начались активные гастроли, сильнодействующие вещества помогали расслабиться после напряжённых концертов и переездов. Тем не менее первоначально никто из членов Alice in Chains не увлекался тяжёлыми наркотиками. Перед глазами музыкантов стоял пример Эндрю Вуда, который умер от передозировки героина годом ранее.
Лейн Стейли впервые попробовал героин в 1991 году после турне с Van Halen. Однажды у него с подругой закончился кокаин, и Демри вместо него сумела достать более сильный наркотик. Вероятно, она пробовала героин ранее несколько раз до этого, но никто не знал точно — насколько часто. В школьные годы Демри стала победителем конкурса штата, представив проект, посвящённый негативному влиянию алкоголя и наркотиков, а её мать Кэтлин Остин работала консультантом по борьбе с наркозависимостью. «Если бы мне кто-то сказал, что моя дочь станет наркоманкой, я бы ни за что не поверила», — с горечью вспоминала Остин.
Когда стало известно, что Демри и Лейн регулярно принимают наркотики вместе, отношение к Демри в группе ухудшилось. Музыканты и менеджмент обвиняли подругу в том, что именно она подсадила Лейна на героин. Знакомые Демри, напротив, упрекали в этом Лейна. Мать Демри отмечала, что было бы несправедливо взваливать всю вину на плечи кого-то одного: «Люди, которые любили Демри, обвиняли Лейна в её зависимости. Вот что происходит, когда любишь кого-то, кто проводит время с другими и делает что-то плохое. Вы не обвиняете этого человека, а говорите: „Это всё их друзья“ или „Связался с плохой компанией“».

#### Борьба с зависимостью
Первой, кто осознал серьёзность проблем Стейли и вмешался в ситуацию, стала менеджер Alice in Chains Сьюзан Сильвер. В начале 1991 года она настояла на встрече с Лейном с участием родственников и членов группы. До этого родители Стейли не осознавали, насколько тяжёлой была зависимость сына. Они думали, что Лейн пел о наркотиках, потому что видел это со стороны, а не употреблял их сам. Лейн с уважением отнёсся к небезразличным ему людям и согласился отправиться на лечение. Он попал в клинику Valley General Hospital в Монро, где несколькими годами ранее лежал Эндрю Вуд. Стейли зарегистрировался под своим именем, но стремился остаться незамеченным. Тем не менее один из посетителей узнал вокалиста и принёс в больницу запись концерта Live Facelift. Когда Стейли услышал музыку Alice in Chains, то понял, что затея с пребыванием инкогнито провалилась. «Лейн был опустошён. Он заплакал. С этого момента из простого парня, который требует лечения, он превратился в Alice in Chains», — вспоминала Кэтлин Остин.
После выхода альбома Dirt тема наркотиков в творчестве Alice in Chains вышла на первый план, и Лейну пришлось объясняться перед журналистами: «Я много кололся, но это моё личное дело. Сейчас я не употребляю, и уже довольно долго. Это заняло много времени и было похоже на путешествие по аду. Я решил прекратить, потому что выглядел жалко. Наркотики больше не действовали. Первое время я был под кайфом и чувствовал себя отлично, но потом это превратилось в поддержание жизни, как пища, которую нужно принимать, чтобы не умереть». Стейли признавался, что наркотики не были катализатором для творчества: «Я не мог ничего придумать, когда находился в таком состоянии. Необходимо было завязать с наркотиками, чтобы начать что-то созидать». Он рассказывал, что в героине его поначалу привлекало чувство опасности, будто бы он «флиртовал со смертью». Несмотря на попытки убедить себя отказаться от героина, полностью преодолеть вредную привычку он не смог и после возобновления концертов вновь «подсел на иглу». Лейн осознавал у себя наличие проблем с наркотиками, но стремился оградить от этого своих родственников и неохотно говорил с ними на эту тему.
Лейн Стейли ложился на лечение в клинику около двенадцати раз. По крайней мере однажды он делал это вместе с Демри, отправившись в реабилитационный центр Exodus Recovery Center в Лос-Анджелесе (тот самый, откуда убежал Курт Кобейн незадолго до своей смерти). Семья пыталась помочь Лейну, но из-за постоянных разъездов его невозможно было контролировать. Друзья Лейна также стремились помочь ему. В 1994 году Джонни Баколас, Алекс Харт и Ян Далримпер отправились вместе с Лейном в поход в небольшой лагерь на берегу озера Шелан, чтобы вместе пройти детоксикацию на природе. Музыкант очень плохо переносил отказ от наркотиков, пытаясь справиться с этим с помощью алкоголя, и в конечном счёте расплакался и попросил Баколаса переехать к нему домой. Стейли оказался в депрессии и всерьёз задумывался о том, чтобы покончить жизнь самоубийством, бросившись с высокого моста. Когда Джонни поселился у Лейна, стало понятно, что тот не просто не собирается завязывать с героином, но и будет резко противиться вмешательству в свою личную жизнь: «Я не готов завязывать. Даже не пытайтесь меня заставить». Лишь однажды Баколасу и Майку Маккриди удалось свести Стейли с консультантом из клиники Хазельден и уговорить отправиться на лечение в Миннеаполис. Попытка не увенчалась успехом. Через двое суток Лейн сбежал из больницы и вернулся в Сиэтл.
Знакомые Стейли сходились во мнении, что музыкант прекратил попытки борьбы с зависимостью после смерти Демри Пэррот. Кэтлин Остин утверждала, что «Лейн так никогда и не восстановился после её потери». Джефф Гилберт считал Лейна и Демри родственными душами, поэтому после смерти девушки был уверен, что это не закончится для Лейна ничем хорошим. Подруга Лейна Мишель Ахерн-Крейн полагала, что «Лейн использовал смерть Демри в качестве оправдания для того, чтобы сдаться и „выбросить полотенце“», потому что «наркоман всегда ищет оправдания для того, чтобы продолжать принимать наркотики, а это [событие] было очень хорошим поводом».

#### Влияние на здоровье
Первое время после того, как информация о наркозависимости Стейли просочилась в прессу, самочувствию музыканта не придавали большого значения. Лишь в середине 1993 года, когда группа впервые отказалась от турне с группой Metallica из-за проблем со здоровьем одного из участников, стали появляться слухи о смерти фронтмена Alice in Chains. К тому времени привязанность Стейли начала отражаться на его внешнем виде. Энн Уилсон из Heart, которая в 1993 году пригласила Лейна спеть песню Боба Дилана «Ring Them Bells» для альбома Desire Walks On, обратила внимание, насколько сильно он изменился: «Очевидно, что борьба с наркотиками забрала часть Лейна. Он стал меньше и даже сгорбился. Когда я обняла его, то испугалась, что его кости не выдержат».
Когда Нэнси Маккалум рассказала Лейну, что у гитариста Джона Фрушанте, в прошлом героинового наркомана, была гангрена, сын лишь усмехнулся и ответил:
— Гангрена руки? Это ужасно, мам. Но Джон — гитарист. Ему нужны руки. А мне? Я — всего лишь певец. Могу обойтись и без них.
После очередной отмены концертов в 1994 году слухи об ухудшающемся состоянии Стейли только усилились. Менеджменту группы пришлось опровергать информацию о том, что у Лейна образовалась гангрена и он лишился руки или нескольких пальцев. По словам Джима Элмера, между 1995 и 1996 годами у Стейли постепенно начали выпадать зубы. Во время выступления MTV Unplugged в 1996 году глаза бросалась лишь болезненная худоба исполнителя, но двумя годами позже — во время записи песни «Another Brick in the Wall» — шепелявость Лейна было невозможно скрыть.
После смерти Демри Пэррот Лейн перестал заботиться о своём здоровье, и его состояние стало катастрофическим. Он всегда был худощав и весил от 150 до 170 фунтов (68 — 77 кг), но когда появлялся на улице в начале 2000-х, было видно, что вес упал до 100 фунтов (45 кг). Его руки были покрыты гнойными нарывами от постоянных уколов, он лишился большинства зубов. Его сердце останавливалось пять раз, но каждый раз с ним рядом оказывались окружающие, спасавшие ему жизнь. В последние месяцы жизни его кожа была «белой как пергамент», а сам он, по заверению очевидцев, выглядел как восьмидесятилетний старик. Как и многие наркоманы, принимающие героин внутривенно, он заболел гепатитом С. Адриана Рубио в своей книге цитировала Лейна Стейли, который за несколько месяцев до смерти признавался, что его печень не функционирует, он страдает от рвоты и диареи, испытывая невыносимую боль, однако подлинность этого интервью вызывает сомнения. На момент смерти, наступившей вследствие «острой интоксикации…, вызванной действием опиата (героина) и кокаина», тело Стейли весило всего восемьдесят шесть фунтов (менее сорока килограммов).

## Творчество

### Вокальный талант
Лейн Стейли не имел музыкального образования. Он начал петь в пятнадцатилетнем возрасте, невзирая на скептическое отношение брата, считавшего, что у Лейна не было голоса. Стейли упорно практиковался более года и на прослушивании в рок-группу Sleze поразил всех своей подготовкой. Несмотря на отсутствие опыта, Стейли уверенно пел в нужной тональности и брал высокие ноты. В конце 1980-х, когда Стейли мог позволить оплатить уроки вокала, он брал уроки у известного сиэтлского преподавателя Дэвида Кайла по прозвищу «Маэстро», учениками которого были Джефф Тейт (Queensrÿche), Крис Корнелл (Soundgarden), Энн Уилсон (Heart) и Ронни Монро (Metal Church). После нескольких занятий вокалист бросил учёбу, посчитав её пустой тратой времени.
Мощный голос Стейли контрастировал с его худощавым телосложением. Джерри Кантрелл вспоминал, что на концертах складывалось впечатление, будто поёт «350-фунтовый байкер, а не худой и невзрачный Лейн». Стейли умело переключался между спокойным низким вибрато и мощным криком, сохраняя полный контроль над голосом и точно попадая в ноты. В журнале Revolver к числу наиболее впечатляющих выступлений Стейли отнесли песню «Love Hate Love», название которой он повторял вновь и вновь, постепенно усиливая силу голоса. С другой стороны, одной из самых известных композиций в его исполнении является спокойная «Nutshell», где на смену мощному вокалу приходит проникновенное исполнение, отражающее боль вокалиста, его одиночество и мысли о смерти.
Лейн Стейли владел широким вокальным диапазоном, исполняя ноты в диапазоне между большой и второй октавами и являясь тенором согласно стандартной классификации певческих голосов. Музыканты Sleze сравнивали его диапазон с возможностями Винса Нила, вокалиста Mötley Crüe. На первом же прослушивании Стейли впечатляюще исполнил кавер-версию песни «Looks That Kill», требующую исполнения ре второй октавы. В составе Sleze и Alice N’ Chains Стейли часто пел в высоком регистре, характерном для хеви-метала. В Alice in Chains Стейли стал чаще использовать низкий регистр голоса, но без видимых усилий переходил и на высокие ноты, изредка прибегая к фальцету.
Голос Стейли обладал яркой индивидуальностью. «Мне не показалось, что он подражает Моррисону, или Роберту Планту, или Оззи. У него был собственный стиль, и это привлекало в нём больше всего», — вспоминал Джонни Баколас. Когда на голос Стейли обратил внимание продюсер Дэйв Джерден, то был впечатлён не высотой вокала, а его глубиной и блюзовым оттенком. По его мнению, в конце 1980-х годов голос Лейна не имел аналогов среди популярных групп, чем ставил в тупик потенциальных продюсеров, искавших вторых Дио или Guns N’ Roses. Джерден помог Стейли раскрыть свою уникальность, превратив из рядового глэм-рокового вокалиста в одного из наиболее влиятельных рок-певцов 1990-х. Фронтмен Godsmack Салли Эрна признавался, что начал петь под впечатлением от вокала Стейли: «Джерри Кантрелл и Лейн Стейли были для меня самой крутой командой со времён Джо Перри и Стивена Тайлера. То, как они распоряжались мелодиями и гармониями, и его вокальный стиль в целом настолько сильно отличались от того, что в то время исполняли другие…, что это не могло не оказать влияния».
Фирменный стиль исполнения Стейли сформировался во втором альбоме Alice in Chains Dirt (1992). Вокалист не ограничивался одной дорожкой, а дублировал основные партии, после чего добавлял альтернативные мелодические линии, сдвинутые на определённый интервал. Многоголосые вокальные гармонии и сочетание голосов Стейли и Кантрелла стали отличительной чертой Alice in Chains. Лейн смело импровизировал в студии, добавляя новые партии на ходу. Так, в песне «Angry Chair» вокалу отведено пятнадцать дорожек: три для основной партии Стейли и ещё по три для нескольких вспомогательных гармоний. Иногда Стейли шёл на неожиданные эксперименты. В песне «Them Bones» его импровизированный вскрик в начале композиции дублировал партию гитары, а в композиции «God Smack» дрожал, подобно эффекту тремоло или динамику Лесли.
Лейн Стейли находился на пике вокальной формы несколько лет, пока злоупотребление наркотиками не дало о себе знать. В мини-альбоме Jar of Flies (1994) ещё сохранились узнаваемые элементы его стиля — многослойные вокальные партии и гармонии с Джерри Кантреллом, однако вместо агрессии в голосе появились грусть и сожаление. В альбоме Above (1995) проекта Mad Season Стейли звучал откровенно измученным. На телешоу MTV Unplugged (1996) измождённый болезнью вокалист выглядел бледной тенью себя прежнего. Немногочисленные записи Стейли последних лет жизни хранят узнаваемый тембр, но голос лишён своей былой силы, а из-за выпавших зубов чувствуется ощутимая шепелявость.

### Стихи и музыка
Я человек в коробке,

Погрязший в своём дерьме.

Приди и спаси меня,

Спаси меня.

Насыть мои глаза, можешь ли ты их зашить?

Иисус Христос, отринь своего создателя.

Тот, кто пытается, пропадёт.

Насыть мои глаза, теперь ты зашил их.
I'm the man in the box

Buried in my shit

Won't you come and save me?

Save me

Feed my eyes, can you sew them shut?

Jesus Christ, deny your maker

He who tries, will be wasted

Feed my eyes now you've sewn them shut
Творчество Лейна Стейли носило интроспективный характер. Большинство написанных им песен были связаны с личными переживаниями. Свою первую песню «Queen of the Rodeo» он написал ещё до знакомства с Джерри Кантреллом: куплет и припев ему «подарил» на день рождения знакомый Джет Сильвер, а Лейн дописал остальной текст. В Alice in Chains Стейли стал одним из двух основных авторов, наряду с гитаристом Джерри Кантреллом. Кантрелл отвечал за большую часть музыки, а тексты писали они оба. С первого же альбома Facelift сформировалась творческая манера дуэта, с характерными минорными гитарными риффами и мрачными текстами, посвящёнными смерти, отчаянию и пагубным привычкам. Стейли принадлежит текст первого крупного хита Alice in Chains — «Man in the Box». В первых строках песни раскрывались темы, ставшие определяющими в дальнейшем творчестве музыканта: «Я — человек в коробке, похороненный в собственном дерьме». Песня была написана под впечатлением от того, как в загонах выращивают телят на убой, но также затрагивала темы государственной цензуры. Музыкант оправдывал тяжёлые тексты тем, что творчество являлось для него своеобразной терапией, позволяющей не хранить чувства в себе, а давать выход наружу. «Мы пытаемся не вогнать людей в депрессию, а наоборот — вытянуть их оттуда. Пишем не о чём-то общем, а о себе, чтобы другие узнали в этом себя, чему-то научились», — признавался Стейли. Он также отмечал, что, помимо текстов песен, пишет и обычные стихи, и надеялся когда-нибудь их выпустить.
Хорошая ночь, лучшая за долгое время.

Новый друг подсадил меня на старого фаворита.

Нет ничего лучше дилера под кайфом.

Будь под кайфом, убеждай их покупать.

Какой наркотик я предпочитаю?

А что у тебя есть?

Я не разорюсь

И буду делать это много раз.
A good night, the best in a long time

A new friend turned me on to an old favorite

Nothing better than a dealer who's high

Be high, convince them to buy

What's my drug of choice?

Well, what have you got?

I don't go broke

And I do it a lot
Высшим творческим достижением Стейли считается второй альбом Alice in Chains Dirt (1992), где на первый план вышла тема героина. Прошедший через все этапы борьбы с наркотиками, Стейли описывал в песнях собственные страдания. Он открыто пел о героиновой зависимости, не стесняясь фраз вида «Какой наркотик я предпочитаю? А что у тебя есть?». Список песен был выстроен так, чтобы показать изменение отношения к наркотикам: от искреннего восторга до ненависти к себе и своему образу жизни. К сожалению для музыканта, не все правильно поняли эту концепцию, посчитав Dirt альбомом, прославляющим героин. «Я писал о наркотиках и не думал, что это небезопасно или неосторожно. Я не хотел, чтобы фанаты думали, что героин — это круто. Но потом ко мне подходили поклонники, показывали большой палец, и я видел, что они под кайфом. Это именно то, чего я боялся», — сокрушался Стейли. Хотя Джерри Кантрелл тоже касался личных тем, таких как страх смерти или биография отца, прошедшего Вьетнам, но Стейли делал это более искренне, не стесняясь петь от первого лица о своих переживаниях. Он был откровенным не только в текстах песен, но и в интервью. Музыкант рассказывал о собственном стиле жизни и обстоятельствах, заставивших его обратиться к наркотикам, окрестив Dirt «историей трёх лет своей жизни».
Мы гонимся за ложью, напечатанной по ошибке,

Мы идём по тропе времени,

И всё же я веду,

И всё же я веду

Эту битву в одиночку.

Некому поплакаться, 

Нет места, что можно назвать домом.
We chase misprinted lies

We face the path of time

And yet I fight

And yet I fight

This battle all alone

No one to cry to

No place to call home
Дальнейшее творчество Стейли неизбежно рассматривалось сквозь призму его наркотической зависимости. В отличие от концептуального Dirt, тексты мини-альбома Jar of Flies не были объединены общей идеей. Стейли пел о том, что волновало его в конкретный момент времени, иногда придумывая тексты прямо в контрольной комнате, напротив микрофона. Если предыдущая пластинка раскрывала нюансы отношений главного героя к наркотикам, то эта описывала последствия наркозависимости: одиночество, уединение, разрушенные социальные связи. После ссоры с членами Alice in Chains он нашёл себя в проекте Mad Season, объединившем гранжевых музыкантов, боровшихся с пагубными привычками. Альбом Above стал единственной пластинкой, где все слова принадлежали Стейли. Ключевой стала песня «River of Deceipt», вдохновлённая прочтением «Пророка» Халиля Джебрана, на которой Лейн признавал, что «сам выбрал свою боль» и готов прекратить борьбу, смирившись со своей участью.
Я сам выбрал свою боль.

По крайней мере, так говорит пророк.

Я мог бы сгореть

Или избавиться от гордыни, выиграв время.

Полная лжи голова — это ноша,

Привязанная к моей талии.

Река обмана тянет вниз,

Мы плывём в одном направлении — вниз.
My pain is self-chosen

At least, so the prophet says

I could either burn

Or cut off my pride and buy some time

A head full of lies is the weight, tied to my waist

The river of deceit pulls down, oh oh

The only direction we flow is down
Третий студийный альбом Alice in Chains Стейли записывал в плохом физическом состоянии. Если в Dirt он пел про боль наркомана, то в одноимённом Alice in Chains — про последствия приёма наркотиков и попытки восстановить испорченные отношения с близкими людьми. Как и в предыдущем мини-альбоме, Стейли просто писал о том, что приходило ему в голову: «Были хорошие времена, были плохие времена. Альбом — просто несколько месяцев того, как быть человеком». Заключительные две песни Стейли были написаны в 1998 году для бокс-сета Music Bank. «Get Born Again» (с англ. — «Родиться заново») открывала сборник и должна была ознаменовать перерождение группы, а «Died» (с англ. — «Умерла») завершала альбом и была посвящена скончавшейся Демри Пэррот.
Помимо авторства слов, Лейн Стейли немного играл на гитаре и придумывал музыку. Впервые он взял в руки инструмент и написал песни «Angry Chair» и «Hate to Feel» для альбома Dirt, вдохновившись творчеством Black Sabbath и Led Zeppelin. На фестивале Lollapalooza гитарист Rage Against the Machine Том Морелло научил фронтмена Alice in Chains ещё нескольким аккордам. На сцене Стейли можно было увидеть с электрогитарой во время исполнения «Angry Chair» и «Hate to Feel» Alice in Chains, а также «I Don’t Know Anything» Mad Season. Для третьего студийного альбома Alice in Chains Стейли придумал гитарный рифф к песне «Head Creeps», но никогда не исполнял эту песню на концертах.

### Сценический образ
На заре музыкальной карьеры Стейли подражал музыкантам популярных глэм-групп, таких как Poison. Он мечтал о популярности и копировал внешние атрибуты успешности рок-музыкантов. Будучи фронтментом Sleze, Лейн носил на сцене предметы гардероба, которые одалживал у знакомой Лизы Ахерн Раммелл: яркие леггинсы, пояса, кружевные перчатки и шарфы. Ахерн Раммелл делала Стейли пышную причёску, а также научила его наносить макияж. От другой подруги Крисси Чакос Стейли достался пурпурный костюм, ранее принадлежавший Принсу. В репертуаре Alice N’ Chains даже была песня «Glamorous Girls», во время объявления которой Лейн рассказывал о небольшом фетише — надевать женскую одежду. На первых порах Стейли вёл себя скромно и неуверенно, терялся на сцене, часто отворачиваясь от зрителей или глядя в пол. Со временем он избавился от робости и стал чувствовать себя более раскованно. По словам Джона Видерхорна (Rolling Stone), во время исполнения кавер-версии песни Armored Saint на школьном концерте в 1985 году «даже с причёской, как у пуделя, в меховых сапогах и пиджаке из каталога International Male он [Лейн] выглядел, как большая рок-звезда».
После перехода в группу Джерри Кантрелла Стейли отказался от вычурных костюмов и стал выглядеть более брутально. На первом концерте Alice in Chains он был одет в косуху, а на голове был выстрижен ирокез, но позже он отступил от панковского стиля. У Лейна появилось две татуировки: на левом плече — улыбающийся череп в очках (похожая татуировка на плече Джерри Кантрелла была сделана одновременно с этой в середине 1988 года), а также Иисус с зашитыми глазами, отсылающий к персонажу клипа «Man in the Box» — на спине. Стейли следил за собой, ухаживал за ногтями, носил стильные украшения и серьги, как и подобало восходящей рок-звезде.
Во время первых стадионных концертов Лейн ощущал страх сцены. Выступая на разогреве у Great White и Tesla, первые несколько минут он неосознанно прятался за басовым усилителем и лишь к середине выступления понял, где находится. Журналистка Лиз Эванс, посетившая концерт Alice in Chains в сиэтлской Central Tavern 1 июня 1990 года, отметила, что «фронтмен и вокалист Лейн Стейли мог бы сделать своё присутствие более энергичным». Брайан Брандс Бринкерхофф из Kerrang!, попавший на концерт Alice in Chains на разогреве у Van Halen, также обратил внимание на отрешённый вид фронтмена: «Лейн Стейли, похоже, мечтал оказаться где-то в другом месте. Пока Старр и Кантрелл трясли шевелюрой, Стейли сидел на корточках, обхватив голову руками в промежутках между пением». Другой обозреватель Kerrang! Крисс Уотс после концерта Alice in Chains в лондонском Marquee Club в марте 1991 года был противоположного мнения, назвав Стейли «не кем иным, как микро-Богом».
После выхода Dirt в 1992 году за Стейли закрепился образ загадочного молодого человека с волосами непредсказуемого цвета и голосом, «подобным бесконечному дождю». Его имидж менялся в соответствии с настроением фронтмена. Стейли не задумывался над тем, как будет выглядеть на сцене, а просто надевал то, что приходило в голову. Увидев однажды в магазине краску для волос Manic Panic, он перекрасил волосы в красный цвет. В другой раз он купил строгий костюм, в котором затем появился на сцене Lollapalooza. Однако чаще, подобно другим гранжевым исполнителям, он отдавал предпочтение дешёвой одежде, простым джинсам и фланелевым рубашкам.
Во время концертного тура в поддержку Dirt сформировалась характерная манера исполнения Стейли. Он не бегал по сцене, а отрешённо застывал возле микрофона, покачивая головой в такт музыке, иногда принимая позу «гаргульи», наступая на колонку и наклоняясь к слушателям. «Лейн Стейли стал настоящим рок-н-рольным божеством, хотя просто стоял на сцене, выглядел худым и полностью обдолбанным, но пел просто великолепно. Это всё, что от него требовалось, ничего более, и это было чертовски захватывающе», — писал Morat из Kerrang! в феврале 1993 года. Обособленный сценический образ Стейли идеально вписывался в музыку Alice in Chains, посвящённую боли и отчуждению. В октябре 1993 года Morat дополнил своё впечатление о вокалисте: «Лейн Стейли… становится значительно лучшим фронтменом, когда не двигается… Просто кажется неправильным, когда он принимает позу, отличающуюся от „наркомана у микрофонной стойки“». Когда осенью 1992 года Стейли сломал ногу, то выступал на инвалидной коляске или костылях, ныряя в толпу невзирая на наложенный гипс. Питер Коул (Kerrang!) был впечатлён выступлением фронтмена в Окленде, где Стейли сохранял чувство юмора: «Привет, мы Alice in Chains и это моя сломанная нога. Слава Богу, что не сломанный член».
Начиная с 1994 года, из-за с проблем со здоровьем Стейли лишь несколько раз появлялся на сцене. В составе проекта Mad Season он дал всего около десяти концертов. Обозреватель Kerrang! Киван Робертс посетил один из них в канун Рождества 1995 года и отметил уязвимость и ранимость Стейли, «упивавшегося своей свободой» вдали от основной группы. Вокалист выглядел счастливым, улыбаясь и обмениваясь шутками со зрителями. Когда Alice in Chains собрались для акустического выступления MTV Unplugged, первого за два с половиной года, Стейли мало походил на себя прежнего. Он прятал глаза за солнцезащитными очками, скрывал шрамы от уколов под рукавами, неловко сжимал руки и будто боялся выйти из тени, находясь в центре сцены. «Я хотел бы просто обнять вас всех, но не буду это делать», — трогательно обратился Стейли к зрителям по окончании концерта. «Это выступление стало леденящим кровь взглядом на трагедию одного из самых харизматичных фронтменов рок-музыки, превратившегося из звезды глэм-рока в воплощение гранжа в самом отрицательном смысле слова: потрёпанного наркомана с нечёсанными розовыми волосами, неловко шаркающего из-за сцены и занимающего своё место», — подвела черту Элис Паттильо из журнала Metal Hammer.

### Изобразительное искусство
Помимо музыки, Лейн Стейли увлекался рисованием. В начале 1990-х годов он неожиданно обнаружил у себя художественные наклонности и стал создавать необычные иллюстрации, которые сравнивал с живописью индейцев. Одним из первых рисунков Лейна стало изображение самого себя, держащего в руках зеркало и рисующего собственный портрет. Он также придумывал дизайны татуировок, которыми хотел покрыть всё своё тело. Ник Поллок, которому Лейн показывал свои работы во время фестиваля Lollapalooza, находил их очень мрачными и интроспективными. Стейли также экспериментировал с цветным пластилином и светящимися красками, создавая фигурки персонажей, сувениры и искусственные украшения.
В июле 1994 года в сиэтлской галерее Sharp Wit состоялась дебютная выставка Стейли под названием «Автопортрет», на которой экспонировались рисунки ручкой и чернилами. Анонсируя выставку, Лейн признавался, что живопись стала для него «прекрасным средством выразить эмоции и чувства так, чтобы их можно было увидеть, а не просто мысленно представить посредством слов и музыки».
Одной из наиболее известных работ Стейли стал «солнечный логотип» Alice in Chains. Вместе с другими набросками Лейна он использовался в оформлении альбома Dirt, вышедшего в 1992 году. Стейли также указывался в качестве автора основного логотипа Alice in Chains. Чёрно-белый рисунок, копирующий фотографию Лейна и Демри, стал обложкой альбома Above супергруппы Mad Season, увидевшего свет в 1995 году. В некоторых изданиях этой пластинки можно было увидеть и другие рисунки, подписанные Стейли, включая автопортрет и изображение Иисуса Христа.

## Место в истории
Автор книги «Случайная революция: история гранжа» Кайл Андерсон рассматривал биографию Лейна Стейли сквозь призму влияния героина на творчество местных музыкантов. По его мнению, клише о том, что этот доминантный наркотик сиэтлской сцены способствует креативности, появилось из-за Курта Кобейна, но ничего из творчества лидера группы Nirvana «и рядом не стояло с самым героиновым альбомом самой героиновой группы» Alice in Chains — Dirt. Андерсон признавал, что Стейли не был первым музыкантом, который пел о своей зависимости, вспоминая фронтмена Sublime Брэда Ноуэлла, однако Лейну лучше других удалось отразить сущность героиновой зависимости — «мрачной, отчаянной, бесплотной и в то же время включающей проблески блаженства». По мнению автора, сравниться со Стейли в умении переключаться между обречённостью, счастьем и меланхолией мог разве что Курт Кобейн, и Alice in Chains несказанно повезло, что их вокалист сумел записать с группой хоть что-то после Dirt, несмотря на ухудшающееся здоровье. В заключение Андерсон предположил, что героин всегда будет ассоциироваться с гранжем, так как все будут помнить, как он забрал жизни Эндрю Вуда и Лейна Стейли, а также сильно навредил Курту Кобейну и Кортни Лав.
Обозреватель журнала Revolver Джон Видехорн назвал Стейли ключевым элементом Alice in Chains, одной из определяющих групп девяностых и одного из столпов сиэтлской гранжевой сцены. По мнению Видехорна, от других рок-музыкантов, которые стремились скрыть своё пристрастие к наркотикам, Стейли отличался открытостью и искренностью. Его песни были наполнены отчаянием человека, который безуспешно боролся с зависимостью, но в личном общении он представал не безнадёжным наркоманом, а умной и общительной персоной с тонким чувством юмора. Видехорн превозносил Стейли, который смирился с собственной судьбой, но до последнего беспокоился, чтобы его песни воспринимали не как восхваление наркотиков, а как предостережение об их неизбежном вреде. «Вероятно, его смерть в возрасте тридцати четырёх лет стала наиболее действенным предупреждением из всех возможных», — заключил журналист.
В 2020 году на сайте Loudwire был опубликован список из десяти наиболее выдающихся гранж-исполнителей. Лорин Шафнер назвала первую половину девяностых «фантастическим периодом для рок-музыки», посетовав, что большинство звёзд того времени уже не осталось в живых, главным образом из-за проблем с наркотической зависимостью или психическими заболеваниями. Лучшим певцом гранжевой эры обозреватель сочла Лейна Стейли, который лучше других мог заставить слушателей ощутить эмоции, присущие мрачной сиэтлской музыке того времени, благодаря личному опыту и проникновенному исполнению. Несмотря на то, что Alice in Chains сумели продолжить существование и после смерти Стейли, Шафнер утверждала, что группа всегда будет ассоциироваться именно с голосом «кричащего от боли» оригинального фронтмена.
Автор биографии Alice in Chains Дэвид де Сола называл Лейна Стейли владельцем «самого запоминающегося голоса в гранже». В своей статье на сайте The Atlantic он выделил четырёх главных вокалистов сиэтлской сцены 1990-х годов. Курт Кобейн отлично владел музыкальной динамикой и как никто другой умел совмещать мелодичное пение и крик. Крис Корнелл обладал наибольшим диапазоном и мог исполнять высокие ноты, подобно Роберту Планту или Фредди Меркьюри. Наконец, Эдди Веддер обладал более низким голосом, сравнимым с баритоном Джима Моррисона. Однако никто из них, по мнению де Солы, не обладал настолько уникальным голосом, как Лейн Стейли, чей вокал был невероятно сильным, но уязвимым, а сочетание голосов с Джерри Кантреллом стало фирменным стилем Alice in Chains и предметом для подражания.
По стечению обстоятельств Лейн Стейли умер в один день с вокалистом группы Nirvana Куртом Кобейном, с разницей в восемь лет. Оба музыканта были неотъемлемой частью гранжевой сцены, яркими и харизматичными фронтменами, известными своим увлечением героином. Кобейна и Стейли роднила ненависть к публичности, пришедшей к ним после взрыва интереса к сиэтлской музыкальной сцене. Оба боролись с ней с помощью наркотиков, но не сумели справиться с зависимостью. Кобейн покончил с собой на пике популярности своей группы, что шокировало миллионы поклонников по всему миру. «Я видел все страдания, через которые прошёл Курт», — вспоминал Стейли. — «Я не очень хорошо его знал, но видел, что этот очень настоящий и энергичный человек превратился в скромную, застенчивую, замкнутую и ушедшую в себя личность, из которой не вытянешь и двух слов». В отличие от Кобейна, гибель Стейли стала неизбежным итогом многих лет затворничества и саморазрушения из-за злоупотребления наркотиков. И хотя легендарная строчка из предсмертной записки Кобейна «Лучше сгореть, чем медленно гаснуть» являлась полной противоположностью высказыванию Шона Кинни, назвавшего смерть Стейли «самым долгим самоубийством в мире», музыкантов объединяло желание расстаться со своей жизнью, не выдержав испытания славой.

## Память

### Посвящения
Трагическая судьба Лейна Стейли нашла отражение в творчестве других рок-музыкантов. В 1995 году вышел альбом Mudhoney My Brother the Cow, в котором Лейн Стейли стал прототипом Стэна из песни «Into Your Shtik», рок-звезды, сбежавшей из реабилитационного центра. В конце 1990-х годов Нэнси Уилсон из Heart написала о Стейли песню «The Dragon»: «[Его борьба с зависимостью] длилась очень, очень долго, и было очевидно, что он не выйдет из неё победителем. Вот почему я написала эту песню ещё тогда, когда он был с нами». Уилсон никогда не рассказывала о ней Стейли, так как считала её слишком личной, но показывала Джерри Кантреллу. «The Dragon» так и не стала песней Heart, но в 2017 году Уилсон включила её в альбом First Things First своей группы Roadcase Royale, а в 2021 году опубликовала переработанную версию на сольной пластинке You and Me.
На смерть талантливого вокалиста одним из первых отреагировал Эдди Веддер из Pearl Jam. Известие о гибели Стейли застало сиэтлскую группу в студии, где шла работа над альбомом Riot Act. В ту же ночь Веддер записал под аккомпанемент гитары и укулеле песню «4/20/02». Музыкант предостерегал всех, кто принимает наркотики, и обращался к подражателям Стейли: «Вы — дураки, поющие, как он, — теперь можете не стесняться, потому что он мёртв». Скрытый трек длительностью 4 минуты 20 секунд вошёл в сборник Lost Dogs. Гитарист Майк Маккриди объяснял, что группа не хотела эксплуатировать тему смерти Стейли: «Мы хотели спрятать песню, чтобы вам пришлось её найти и задуматься».
В 2003 году американская пост-гранжевая группа Cold записала песню «The Day Seattle Died», посвящённую двум сиэтлским музыкантам, умершим в один день, — Курту Кобейну и Лейну Стейли. Другой пост-гранжевый коллектив Staind в 2003 году издал песню «Layne». Для вокалиста Аарона Льюиса, который вдохновлялся манерой исполнения Стейли, дата смерти кумира была примечательна ещё и тем, что 5 апреля 2002 года родилась его дочь. Ещё одну песню, названную по имени Лейна, в 2004 году включил в альбом Black Label Society Закк Уайлд. В конце композиции можно услышать стук в дверь, который мог символизировать как полицейских, обнаруживших тело Лейна, так и самого музыканта, находящегося на пороге небес. В 2008 году канадская группа Theory of a Deadman посвятила Стейли песню «Shadow», ставшую бонус-треком к альбому Scars and Souvenirs.
Судьба Стейли стала одним из факторов, вдохновивших группу Metallica записать альбом Death Magnetic и повлиявших на его название. Джеймс Хэтфилд признавался, что первоначально пластинка задумывалась в качестве дани памяти Лейну и другим умершим рок-музыкантам. Задаваясь вопросами о том, почему такие талантливые музыканты выбирают наркотики и рано умирают, Хэтфилд написал песню «Rebel of Babylon». Ещё одной композицией, посвящённой «рок-н-рольному мученику, притягивающему смерть», стала «Just a Bullet Away». Обе песни не попали в альбом Death Magnetic из-за ограниченного размера физического носителя, но вошли в мини-альбом Beyond Magnetic, выпущенный в 2011 году.
Наиболее трогательным посвящением памяти Стейли стал альбом Black Gives Way to Blue, изданный Alice in Chains в 2009 году с новым вокалистом Уильямом Дювалем. Для записи заглавной композиции, ставшей эмоциональным прощанием музыкантов со своим товарищем, был приглашён Элтон Джон, исполнивший партию фортепиано. Впоследствии члены Alice in Chains неоднократно отдавали дань памяти своему бывшему фронтмену. В 2013 году на барабанной установке Шона Кинни находились инициалы Лейна Стейли и Майка Старра — бывшего бас-гитариста Alice in Chains, который умер от передозировки в 2011 году. Джерри Кантрелл признавался, что, исполняя на концертах песню «Nutshell», они всегда думают об ушедших товарищах. В 2018 году вышел очередной студийный альбом Alice in Chains Rainer Fog, центральной темой которого стал родной Сиэтл и скончавшиеся местные музыканты. Вокалист Уильям Дюваль посвятил сингл «Never Fade» своей недавно скончавшейся бабушке, а также умершим фронтменам Soundgarden и Alice in Chains Крису Корнеллу и Лейну Стейли.

### Памятные эпизоды
В память о Лейне Стейли отдельные музыкальные издания составили рейтинг запомнившихся эпизодов из его жизни. В 2016 году на сайте Loudwire опубликовали «Десять незабываемых моментов Лейна Стейли». Грэм Хартманн выделил душераздирающее исполнение песни «Down in a Hole» с акустического концерта 1996 года, а также недооценённые композиции «Love, Hate, Love» и «River of Deciept». В сюжет также вошли выдержки из нескольких интервью музыканта, среди которых съёмки передачи MTV Headbangers Ball в аквапарке, репортаж о посещении магазина вуду в Новом Орлеане и история о самой неловкой ситуации, в которую попадал Стейли.
В 2017 году Дэн Эпстайн из журнала Rolling Stone проследил творческий путь Стейли, назвав десять лучших выступлений за его карьеру, начиная со времён любительской кавер-группы и заканчивая временами заката гранжа. Среди ранних записей Эпстайн выделил песню «False Alarm» Armored Saint, исполненную Стейли в составе группы Sleze на школьном концерте 1985 года. Больше всего песен — шесть — пришлось на период с 1990 по 1993 год, когда Alice in Chains находились на пике популярности. Завершали хронологический список выступление Стейли с группой Mad Season, акустический концерт MTV Unplugged и одно из последних появлений певца на телевидении в шоу Дэвида Леттермана. По мнению Эпстайна, эти фрагменты короткой карьеры фронтмена Alice in Chains были более достойны внимания, чем обсуждение печальных обстоятельств его смерти.
В 2018 году на сайте музыкального журнала Revolver состоялся опрос читателей, по итогам которого был составлен список пяти лучших вокальных выступлений Лейна Стейли. Обозреватель Джон Хилл отметил, что фронтмена Alice in Chains имитировали бесконечное количество раз, но так и не сумели с ним сравниться, что делало его одним из величайших современных певцов. Читатели журнала включили в число лучших номеров Стейли концертные версии «Down in a Hole», «Junkhead», «Love Hate Love» и «Would?». Первое место по итогам голосования заняла песня «Nutshell», исполненная во время концерта MTV Unplugged. Помимо читателей, эту композицию ставил на вершину собственного рейтинга бас-гитарист Alice in Chains Майк Айнез: «Лейн был очень честным в своих песнях. И в „Nutshell“ он действительно рассказал обо всём в двух словах. У меня до сих пор захватывает дыхание, когда я её играю».

### Книги и фильмы
В январе 2003 года вышла книга аргентинской журналистки Адрианы Рубио «Лейн Стейли: Сердитый стул. Взгляд в сердце и душу невероятного музыканта». Рубио заинтересовалась судьбой Стейли в 2000 году и несколько раз прилетала в Сиэтл, чтобы пообщаться с матерью музыканта и его сестрой Лиз, несмотря на запрет музыканта. Издание подверглось нещадной критике специалистов, фанатов Alice in Chains и родственников Стейли. Несмотря на содержавшиеся в книге ценные материалы, включая рисунки, рукописные тексты и детские фотографии Стейли, она представляла собой не полноценный биографический материал, а точку зрения фанатки Стейли на его жизнь и описание того, как творчество музыканта помогло ей справиться с булимией. Книга изобиловала фактическими ошибками, противоречившими свидетельствам очевидцев и официальным документам. Рубио намеревалась снять фильм-биографию Стейли «Родиться заново» в сотрудничестве с Джоном Брэнданом, написавшим ранее биографию Майка Старра. Проект был закрыт после того, как юридическая компания Alice in Chains потребовала остановить работу, так как «литературное произведение, на котором был основан проект, содержал вводящую в заблуждение информацию о наших клиентах и изображал их в негативном и ложном свете».
В 2015 году увидела свет книга «Alice in Chains: нерасказанная история», содержащая исчерпывающую биографию Alice in Chains, написанную журналистом Дэвидом де Сола. Автор брал интервью у родственников и друзей музыкантов, а также представителей музыкальной сцены. Он также провёл собственное исследование, проанализировал журнальные статьи, видеозаписи и другие издания, посвящённые гранжу. Де Сола раскритиковал книгу Адрианы Рубио и предположил, что интервью со Стейли в феврале 2002 года было выдумкой. В журнале Under the Radar книгу де Солы оценили на семь звёзд из десяти. Фрэнк Вэлиш отметил её эмоциональную концовку, в которой «члены группы, их подруги и знакомые мрут как мухи из-за героинового образа жизни, который невозможно долго поддерживать», и подвёл итог: «Да, Alice in Chains продолжают существовать усилиями основателей Джерри Кантрелла и Шона Кинни, но без голоса — этого голоса! — они никогда не будут прежними».

### День Лейна Стейли
После смерти Стейли его родители Фил Стейли и Нэнси Маккаллум основали мемориальный фонд с целью поддержки сиэтлского музыкального сообщества и сбора средств нуждающимся в борьбе с героиновой зависимостью. Фонд стал ответом на многочисленные пожертвования, которые начали приходить от поклонников творчества сына по всему миру. Ежегодно в Сиэтле проходили благотворительные концерты, приуроченные ко дню рождения музыканта, где исполнялись песни Стейли, а фанаты имели возможность встретиться с его родителями.
В 2019 году мэр Сиэтла Дженни Дёркан официально объявила 22 августа Днём Лейна Стейли. В её заявлении Стейли назван «влиятельным и невероятным музыкантом», чей легендарный голос и вокальный стиль вдохновили многих музыкантов, а биография стала примером долгой борьбы с последствиями злоупотребления наркотиками. Музыканты Alice in Chains с воодушевлением восприняли решение городских властей. «Приятно видеть, что парню досталось чуточку любви от родного города», — прокомментировал новость Джерри Кантрелл.

## Справочные данные

### Дискография
Alice N’ Chains
- 1986 — «Lip Lock Rock / Fat Girls / Over The Edge»[d 1]

Alice in Chains
- 1990 — We Die Young[d 2]
- 1990 — Facelift[d 3]
- 1992 — Dirt[d 4]
- 1992 — Sap[d 5]
- 1993 — саундтрек к фильму «Последний киногерой» (песни «A Little Bitter» и «What The Hell Have I»)[d 6]
- 1994 — Jar Of Flies[d 7]
- 1994 — Jar Of Flies / Sap[d 8]
- 1995 — Alice In Chains[d 9]
- 1996 — MTV Unplugged[d 10]
- 1999 — Music Bank[d 11]
- 2001 — Greatest Hits[d 12]
- 2006 — The Essential Alice In Chains[d 13]
- 2016 — Live Facelift[d 14]

Mad Season
- 1995 — Above[d 15]
- 1995 — Live At The Moore[d 16]
- 1995 — Working Class Hero: A Tribute to John Lennon (песня «I Don’t Wanna Be A Soldier»)[d 17]

Прочие
- 1993 — Heart — Desire Walks On (песня «Ring Them Bells»)[d 18]
- 1994 — Second Coming — L.O.V.Evil (песня «It’s Coming After»)[d 19]
- 1998 — Class Of '99 — саундтрек к фильму «Факультет» (песня «Another Brick in the Wall»)[d 20]
- 2002 — Heart — The Essential Heart (песня «Ring Them Bells»)[d 21]

### Видеография
- 1990-е — Father Rock[281]
- 1992 — «Одиночки»